# FC Schalke 04
Der Fußballclub Gelsenkirchen-Schalke 04 e. V., kurz FC Schalke 04, ist ein Sportverein aus dem nordrhein-westfälischen Gelsenkirchen. Er wurde am 4. Mai 1904 im Stadtteil Schalke gegründet und wurde vor allem durch seine Fußballabteilung bekannt. Mit 194.000 Mitgliedern (Stand: 11. Juli 2025) zählt der Club zu den mitgliederstärksten Sportvereinen der Welt. Der FC Schalke trägt seine Heimspiele seit August 2001 in der Veltins-Arena aus. Außerdem unterhält der Club Abteilungen für Basketball, Blindenfußball, Frauenfußball, Handball, Leichtathletik, Schiedsrichter, Skisport und Tischtennis. Die Vereinsfarben sind Blau und Weiß.
Der als Kumpel- und Malocher-Club bekannte Fußballverein aus dem Ruhrgebiet wurde siebenmal Meister und holte fünfmal den DFB-Pokal. 1997 erreichte der FC Schalke 04 mit dem Gewinn des UEFA-Cups den bisher größten Erfolg seiner Geschichte. Der S04 belegt in der Ewigen Tabelle der Fußball-Bundesliga den achten Platz. Aufgrund seiner wechselhaften Historie, geprägt von Triumphen und Tragödien, seiner vielen Fans sowie seiner internationalen Strahlkraft, zählt der FC Schalke 04 zu den herausragenden Vereinen in der Geschichte des deutschen Fußballs. Nach enttäuschenden Jahren verlor der Club den Anschluss an die nationale Spitze und stieg in der Saison 2020/21 nach 30 Jahren wieder in die 2. Bundesliga ab. Trotz des sofortigen Wiederaufstiegs verfehlte die Mannschaft in der Saison 2022/23 den Klassenerhalt und spielt seit der Spielzeit 2023/24 erneut im „Unterhaus“.

## Geschichte

### 1904 bis 1912: Gründungsjahre als „Westfalia Schalke“

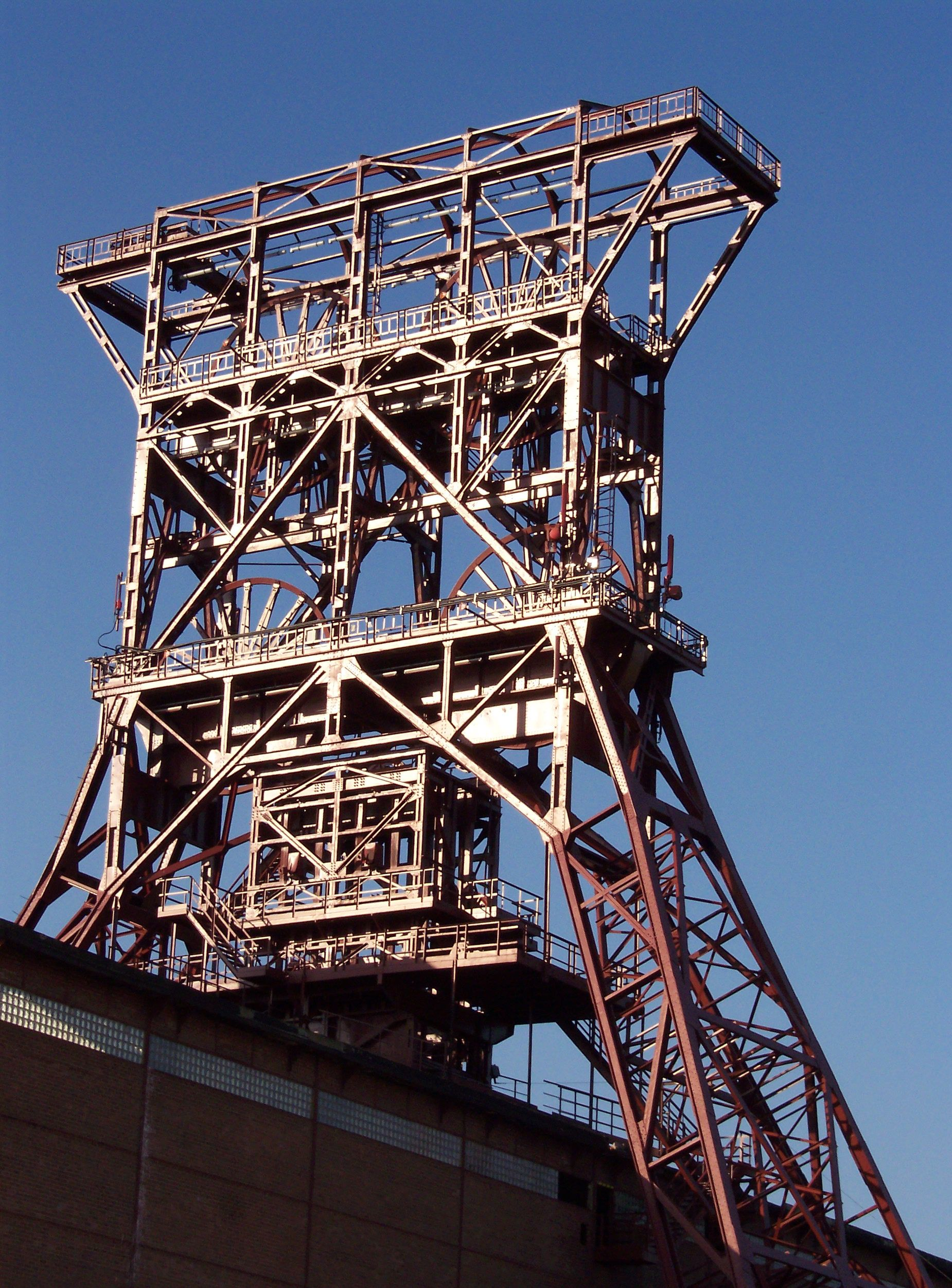
Zeche Consolidation

Der Legende nach trafen sich am 4. Mai 1904 in der Hauergasse, im Gelsenkirchener Stadtteil Schalke, zehn Jugendliche. Sie waren noch Schüler und Lehrlinge auf der Zeche Consolidation sowie beim Küchengerätehersteller Küppersbusch. Ferdinand Gebauer, Willy Gies, Johannes Hornung, Johann Kessel, Viktor Krogull, Heinrich Kullmann, Adolf Oetzelmann, Josef Seimetz, Willy van den Berg und Josef Versen hatten einen gemeinsamen Traum: Ein Spiel gegen den Rivalen Spiel und Sport Schalke 1896. Sie gründeten den losen Verein Westfalia Schalke. Die Vereinsfarben waren zunächst Rot und Gelb. Dokumente aus den Gründungsjahren gibt es heute nicht mehr. Nur einige wenige mündliche Überlieferungen wurden anlässlich der Vereinsjubiläen in verschiedenen Zeitungen abgedruckt und verdichteten sich im Laufe des Jahrhunderts zum Mythos vom Schalker Markt.
Die Mannschaft teilte sich zunächst mit anderen Vereinen den städtischen Sportplatz, bis der Vereinswirt ihnen einen eigenen Platz an der Grenzstraße im Stadtteil Gelsenkirchen-Schalke vermittelte. Westfalia gewann schnell neue Mitglieder. 1907 hatte der Verein 40 zahlende Mitglieder („fünf Pfennig monatlich für Schüler und zehn Pfennig für Schulentlassene“).
1909 wurde mit der Eintragung ins Vereinsregister aus den Freizeitkickern offiziell ein Verein. Erster Vorsitzender wurde Heinrich Hilgert, da Willy Gies, den die Kicker bis dahin als ihren Leiter betrachteten, noch nicht volljährig war. Hilgert arbeitete auf der Zeche als Wiegemeister. Die Umgebung des Vereins und viele seiner Fußballer entstammten diesem Bergmannsmilieu, dies brachte den Schalkern den Spitznamen „die Knappen“ ein – ein Knappe ist ein Bergmann nach abgeschlossener Lehre.

### 1912 bis 1924: Vom „Turnverein 1877“ zum „FC Schalke 04“
In den damaligen Fußballverband, den Westdeutschen Spiel-Verband, wurden die Schalker Kicker, auch als Verein, zunächst noch nicht aufgenommen. Daher schlossen sie sich 1912 dem Schalker Turnverein 1877 unter Präsident Fritz Unkel an, der diesem Verband bereits angehörte. Die Fußballer blieben eine eigenständige Abteilung innerhalb des Vereins.
Der Beginn des Ersten Weltkriegs 1914 beeinflusste auch den Sportverein aus Schalke. Der Spielbetrieb wurde eingestellt. 1915 versuchte Robert Schuermann ihn mit einer Neugründung der Westfalia auf dem Gelände des Turnvereins wieder aufzunehmen, bis 1917 gelang dies, dann kam der Spielbetrieb für die Zeit des Krieges endgültig zum Erliegen. Am 24. Juli 1919 schlossen sich der Schalker Turnverein 1877 und der Sportverein Westfalia Schalke endgültig zusammen, aus ihnen wurde der Turn- und Sportverein Schalke 1877. Wenige Wochen zuvor, der Legende nach am 25. Mai 1919, gab es ein für die Zukunft ebenso wichtiges Ereignis: Ernst Kuzorra machte als B-Jugendlicher gegen Erle 08 sein erstes Spiel für den Verein.
1920 hatte der TuS 1877 im Fußball fünf Senioren- und vier Jugendmannschaften; ein Team stieg in diesem Jahr in die A-Klasse, ein Jahr später als Meister in die Emscher-Kreisliga auf. Im August 1922 machte der Verein sein erstes Spiel gegen eine Mannschaft aus dem Ausland – den Halbprofis des österreichischen Erstligisten und amtierenden Pokalsiegers Wiener Associationfootball-Club – an der Grenzstraße unterlagen die „Knappen“ knapp mit 1:2. Wichtigste Schalker waren in dieser Zeit neben dem ersten Mannschaftskapitän Thomas Student die Brüder Hans und Friedrich („Fred“) Ballmann. Sie waren in Dortmund geboren; mit drei Jahren wanderten sie nach England aus, wo sie vom schottischen Kombinationsfußball mit seinen kurzen und flachen Pässen beeinflusst wurden. Fritz Unkel erinnerte sich 1934: „Als sie 1919 wieder nach Deutschland zurückkamen, galt es als eine Sensation, die ‚Engländer‘ spielen zu sehen. Ihr System […] kannte man in Deutschland nicht.“ Was sie von der Insel mitgebracht hatten, waren „Flachpass-Spiel. Dribbeln. Täuschen. Freilaufen.“ Die Grundlagen für das, was, später mit den Namen Ernst Kuzorra und Fritz Szepan verbunden, zum Erfolgsrezept des Teams in den 1930er Jahren wurde: der „Schalker Kreisel“.
Am 5. Januar 1924 spaltete sich im Zuge der „Reinlichen Scheidung“ auf einer Sitzung beim Vereinswirt Oeldemann die Turn- von der Fußballabteilung des Vereins ab. Die Fußballer wählten als neuen Namen Fußballklub Schalke 04 e. V. und die Vereinsfarben Blau und Weiß. Hans J. König schrieb das Vereinslied Blau und Weiß, wie lieb’ ich dich, das mit der Zeile „Tausend Feuer in der Nacht haben uns das große Glück gebracht“ auch von der Gelsenkirchener Schwerindustrie kündet. Die „tausend Feuer“ waren die vielen Fackeln, die durch das Verbrennen von Grubengas entstanden und bei Dunkelheit über der Stadt leuchteten. Die Stadt Gelsenkirchen hatte lange den Beinamen „Stadt der 1000 Feuer“.

### 1924 bis 1930: Mit dem „Kreisel“ zur westdeutschen Meisterschaft

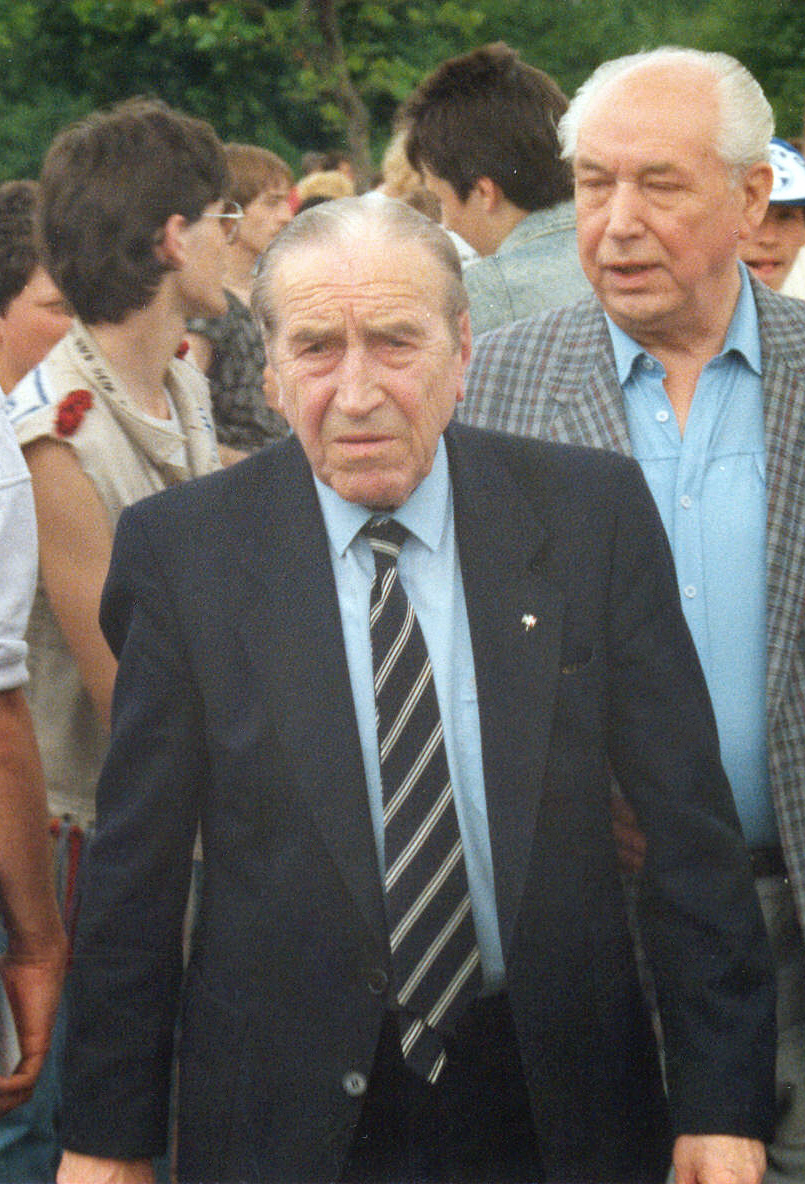
Der wohl bekannteste Spieler des Schalker Kreisels: Ernst Kuzorra (1987)

Hans Ballmann hatte den Verein im Oktober 1923 verlassen. Er wurde später Küster in Philadelphia, doch sein Bruder kümmerte sich bis 1926 weiter um die Verbesserung der „Kreiseltechnik“. Seine erfolgreichsten „Schüler“ waren dabei Ernst Kuzorra und dessen Schwager Fritz Szepan. 1924 wurden die Mannen Bezirksmeister der Kreisliga.
1925 verpflichteten die Gelsenkirchener zum ersten Mal einen richtigen Trainer – den ehemaligen Nationalspieler Heinz Ludewig. Mit ihm wurden sie Meister der Emscherkreisliga, Ruhrgaumeister der Kreisliga und Westdeutscher Meister der Kreisliga. Damit hätten die Schalker bereits eine weitere Stufe erklommen, hätte der Verband nicht eine Aufstiegssperre verhängt gehabt. Noch Jahre später witterten die damaligen Aktiven darin eine Verschwörung gegen den Verein. „Die wollten uns nicht in ihrer höchsten Klasse dabei haben“, zitiert die WAZ den ehemaligen Torwart August Sobotka. Mit „die“, also mit denjenigen, die mit dem Arbeiterverein Schalke nichts zu tun haben wollten, waren der Verband und die „bürgerlichen“ Vereine der Region, wie Schwarz-Weiß Essen, gemeint.
1926 holten die Schalker erneut den Meistertitel und durften nun aufsteigen in die damals höchste Spielklasse, die Ruhrbezirksklasse (Gauliga Ruhr). In dieser wurden sie 1927 Meister und anschließend westdeutscher Vizemeister. Damit erreichten sie erstmals die Endrunde um die deutsche Meisterschaft, schieden jedoch in der Vorrunde durch eine 1:3-Niederlage gegen den TSV 1860 München aus. Die Euphorie war jedoch groß und so beschloss die Mitgliederversammlung den Bau eines neuen Stadions, der alsbald in Angriff genommen wurde. Ernst Kuzorras Spielklasse wurde in diesem Jahr mit seinem ersten Einsatz in der deutschen Nationalelf am 20. November beim Spiel gegen die Niederlande gewürdigt. Er war damit der erste Schalker in der Auswahl.
1928, mit dem Österreicher „Guggi“ Wieser als Trainer, reichte es als erneuter Bezirksmeister nur zu Platz 3 der westdeutschen Meisterschaft, der aber zum Erreichen der Endrunde genügte. Auch diesmal schieden die Knappen frühzeitig aus, mit einem 2:4 beim späteren Finalsieger Hamburger SV. Im September des Jahres gab es das erste Spiel in der neuen Glückauf-Kampfbahn, benannt nach dem Gruße der Bergleute; in Freundschaft ging es zur Eröffnung gegen Tennis Borussia Berlin. Dankbar, dass die Stadt Gelsenkirchen sich an den Kosten für die neue Spielstätte beteiligt hatte, benannte sich der Verein um in FC Gelsenkirchen-Schalke 04.
1929 feierte Schalke die dritte Bezirksmeisterschaft in Folge und gewann erstmals auch die westdeutsche Meisterschaft durch einen Sieg im Endspiel gegen den Meidericher Spielverein. In der DM-Endrunde gab es wieder keinen Erfolg. Mit einem 1:4 gegen Hertha BSC kam das Aus diesmal im Viertelfinale. Ähnlich lief es 1930: Der Westdeutsche Meister schied in der Endrunde ebenfalls im Viertelfinale mit einem 2:6 gegen den damaligen Rekordmeister 1. FC Nürnberg aus.

### 1930 bis 1933: Vom „Profi-Skandal“ zur deutschen Vizemeisterschaft
| Saison  | Platz | Tore  | Punkte |
| ------- | ----- | ----- | ------ |
| 1926/27 | 1     | 68:27 | 30-02  |
| 1927/28 | 1     | 47:16 | 24-08  |
| 1928/29 | 1     | 54:19 | 27-05  |
| 1929/30 | 1     | 83:23 | 32-04  |
| 1930/31 | 7     | 30:25 | 13-19  |
| 1931/32 | 1     | 71:14 | 32-04  |
| 1932/33 | 1     | 69:20 | 31-05  |

Zum ersten „schwarzen Tag“ in der blau-weißen Historie wurde der 25. August 1930: Der Verein wurde vorübergehend aus dem Westdeutschen Spielverband ausgeschlossen, 14 Spieler des FC Schalke 04 wurden zu Profis erklärt und vom Spielbetrieb exkludiert. Der Verein habe sich mit „überhöhten Spesenzahlungen“ an die Spieler eines „Verstoßes gegen das Amateurwesen“ schuldig gemacht. Bis zu zwanzig statt der erlaubten fünf Mark Handgeld sollen unter anderem Hans Tibulski, Fritz Szepan und Ernst Kuzorra kassiert haben. Tatsächlich gab es auch Jahrzehnte später noch Gerüchte über Kuzorras finanzielles Gebaren. Vor großen Spielen soll er erst einmal die Anzahl der Menschen auf den Rängen geschätzt und bei gutem Besuch das Hinauslaufen auf den Platz verzögert haben, bis die Verantwortlichen „’nen Hunderter für jeden Spieler“ in die Stiefel geschoben hatten.
So amüsant die Anekdote insgesamt auch sein mag, so hatte sie auch eine ausgesprochen traurige Note: Schalkes Schatzmeister Willy Nier nahm sich aus Scham über die Ereignisse das Leben, indem er sich im Rhein-Herne-Kanal ertränkte.
Bereits im Januar 1931 wurde der Verein wieder in den Verband aufgenommen, die gesperrten Spieler zum 1. Juni 1931 begnadigt. 70.000 Zuschauer sahen an diesem Tage in der Glückauf-Kampfbahn das Comeback ihrer Spieler gegen Fortuna Düsseldorf. Auch für die Nationalmannschaft werden die Schalker bald wieder berücksichtigt; im September spielten Kuzorra, Szepan – zum einzigen Male gemeinsam – und Tibulski für den DFB in Hannover gegen Dänemark.
Szepan und Kuzorra waren in diesen Tagen die treibenden Kräfte der Schalker Mannschaft, verantwortlich für Taktik und Aufstellung, wenn auch offiziell Hans Sauerwein als Trainer fungierte. 1932 erreichten die „Knappen“ so erneut die Endrunde der deutschen Meisterschaft; sie unterlagen erst im Halbfinale gegen Eintracht Frankfurt (1:2).
Auch 1933 erreichte Schalke als Westdeutscher Meister die Endrunde der deutschen Meisterschaft; nach Siegen gegen den Berliner FC Viktoria 89 und FSV Frankfurt gewannen sie diesmal auch das Halbfinale, im Leipziger Probstheidaer Stadion gegen 1860 München. Im Finale ging es in Köln am 11. Juni 1933 gegen Fortuna Düsseldorf, das in der westdeutschen Meisterschaft noch hinter den Schalkern gelandet war. Vor 60.000 Zuschauern im Müngersdorfer Stadion war es die Fortuna, die das Spiel mit 3:0 für sich entschied. Die Niederlage kostete Trainer Kurt Otto, später Trainer der polnischen Fußballnationalmannschaft, seinen Posten. Bis zur ersten deutschen Meisterschaft sollte es noch ein Jahr dauern.

### 1933 bis 1945: Titelsammler unter dem Hakenkreuz
| Saison                                                                   | Platz | Tore   | Punkte |
| ------------------------------------------------------------------------ | ----- | ------ | ------ |
| 1933/34                                                                  | 1     | 76:17  | 33-03  |
| 1934/35                                                                  | 1     | 47:10  | 28-08  |
| 1935/36                                                                  | 1     | 094:11 | 35-01  |
| 1936/37                                                                  | 1     | 103:14 | 35-01  |
| 1937/38                                                                  | 1     | 081:10 | 34-02  |
| 1938/39                                                                  | 1     | 051:12 | 31-05  |
| 1939/40                                                                  | 1     | 098:18 | 32-04  |
| 1940/41                                                                  | 1     | 101:13 | 43-01  |
| 1941/42                                                                  | 1     | 093:10 | 32-04  |
| 1942/43                                                                  | 1     | 091:19 | 35-01  |
| 1943/44                                                                  | 1     | 061:10 | 33-03  |
| **1944/45**                                                              | 2     | 028:01 | 04-0   |
| Grün unterlegt: Deutscher Meister **Abbruch der Saison nach zwei Spielen |       |        |        |

Im Zuge der „Gleichschaltung“ im damaligen Deutschen Reich wurden ab Mitte 1933 auch Fußballvereine durch die Nationalsozialisten neu organisiert. Im Fußball blieb zwar der DFB noch bis 1940 bestehen, spielte aber faktisch nur noch für die Teilnahme an internationalen Wettbewerben eine Rolle. Die sieben Regionalverbände des DFB lösten sich im Lauf des Jahres 1933 auf. Bis 1945 war das Reichsfachamt für Fußball zuständig für den Fußball in Deutschland.
Der FC Schalke 04 wurde in der Zeit des Nationalsozialismus zum erfolgreichsten Fußballclub in Deutschland. Zwischen 1934 und 1942 stand die Mannschaft jedes Jahr mindestens im Meisterschafts- oder Pokalfinale. Sechsmal gewann sie die Meisterschaft, einmal (1937) zusätzlich den Tschammerpokal. Nach dem Gewinn des ersten Meistertitels 1934 berichtete die polnische Presse, dass fast alle Spieler Polen seien, „Söhne eingewanderter Bergleute“. Die Vereinsführung reagierte mit einem Offenen Brief, in dem festgestellt wurde, dass alle elf Spieler der Meisterelf sowie zwei Reservisten im Ruhrgebiet geboren worden seien. Aufgeführt waren auch die Geburtsorte von deren Eltern: Acht der Elternpaare stammten aus dem protestantischen Masuren, zwei waren Einheimische, je eines stammte aus Oberschlesien, aus der Posener Gegend und aus Ostfriesland. Bergleute waren demnach unter den Vorfahren der Schalker Spieler nicht, einige arbeiteten jedoch nach ihrer Ankunft im Ruhrgebiet im Bergbau.
Die Erfolge der Mannschaft wurden von den Nationalsozialisten ideologisch ausgeschlachtet, die Spieler wurden instrumentalisiert oder sie ließen sich bewusst einspannen. Die Meisterschaftsendspiele wurden ab 1937 im Olympiastadion Berlin ausgetragen und der Kampf- und Teamgeist der Spieler wurde propagandistisch in den Vordergrund gestellt.

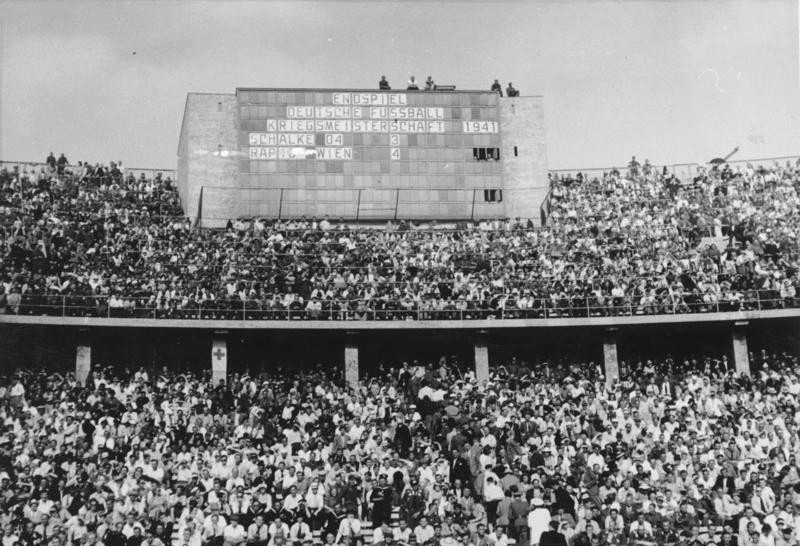
Zuschauertribüne während des Endspiels um die deutsche Fußballmeisterschaft 1941 gegen Rapid Wien

1933 wurden die „Knappen“ der neuen Gauliga Westfalen zugeordnet, die sie in den kommenden Jahren dominieren sollten: in allen elf Spielzeiten bis 1944 war Schalke am Ende Westfalenmeister und erreichte die Endrunde um die deutsche Meisterschaft. Am 15. August 1933 wurde der ehemalige Nationalspieler Hans „Bumbes“ Schmidt neuer Trainer – einer der Garanten der künftigen Erfolge. In der Meisterschaftsendrunde 1934 unterlagen die Gelsenkirchener in den Gruppenspielen zwar sowohl dem VfL Benrath als auch dem Eimsbütteler TV, doch mit einem Punkt Vorsprung erreichten sie das Halbfinale. Im Rheinstadion Düsseldorf brachte ein Sieg über den SV Waldhof 07 die Blau-Weißen wie im Vorjahr ins Finale. Am 24. Juni 1934 trafen in Berliner Poststadion die Mannen des ehemaligen Nürnberger Meisterspielers Schmidt auf den 1. FC Nürnberg. Dank zweier Tore von Szepan und Kuzorra kurz vor Schluss errangen die Schalker ihren ersten deutschen Meistertitel. Ein Jahr später wiederholten sie den Triumph mit einem 6:4-Sieg im Finale gegen den VfB Stuttgart. Im Dezember 1935 standen sie auch im Endspiel des erstmals ausgetragenen deutschen Pokalwettbewerbs. In Düsseldorf unterlagen sie dem großen Rivalen der 1930er Jahre, dem 1. FC Nürnberg, mit 0:2.
Nachdem 1936 ein Jahr ohne Titel blieb, schafften die „Knappen“ 1937 das Double aus Meisterschaft und Pokal; 1939, 1940 und 1942 folgten weitere deutsche Meisterschaften. Auch im Jahr 1941 erreichten die Schalker das Endspiel, verloren jedoch nach einer 3:0-Führung gegen SK Rapid Wien, der 4 Tore innerhalb von 11 Minuten erzielte.
Obwohl in den ersten Kriegsjahren die Spieler noch vom Kriegsdienst für Spiele freigestellt wurden, konnte nach 1942 nicht mehr von einem normalen Spielbetrieb die Rede sein. Die Schalker Elf machte mehrmals Reisen durch besetzte Länder zur „Truppenbetreuung“, gespielt wurde dabei gegen Soldatenmannschaften. 1941 kam sie erstmals auch nach Warschau und gewann leicht mit 8:1. Im folgenden Jahr unterlag sie allerdings am selben Ort einer Auswahl der deutschen Garnison 1:2.

### 1945 bis 1963: Oberliga mit deutscher Meisterschaft
| Saison                            | Platz | Tore  | Punkte |
| --------------------------------- | ----- | ----- | ------ |
| 1945/46                           | 01    | 60:13 | 28-4   |
| 1946/47                           | 01    | 92:17 | 34-2   |
| 1947/48                           | 06    | 40:35 | 24-24  |
| 1948/49                           | 12    | 33:43 | 18-30  |
| 1949/50                           | 06    | 65:55 | 37-23  |
| 1950/51                           | 01    | 69:36 | 42-18  |
| 1951/52                           | 02    | 63:47 | 40-20  |
| 1952/53                           | 06    | 67:49 | 33-27  |
| 1953/54                           | 03    | 76:51 | 39-21  |
| 1954/55                           | 05    | 51:49 | 30-30  |
| 1955/56                           | 02    | 67:38 | 41-19  |
| 1956/57                           | 04    | 76:49 | 36-24  |
| 1957/58                           | 01    | 74:36 | 41-19  |
| 1958/59                           | 11    | 57:52 | 27-33  |
| 1959/60                           | 04    | 59:41 | 34-26  |
| 1960/61                           | 03    | 59:40 | 35-25  |
| 1961/62                           | 02    | 68:40 | 43-17  |
| 1962/63                           | 06    | 62:43 | 35-25  |
| Grün unterlegt: Deutscher Meister |       |       |        |

Ab Juli 1945 trat die Schalker Mannschaft wieder zu Freundschaftsspielen an. Da das eigene Stadion nicht genutzt werden konnte, wurden die Spiele auswärts ausgetragen. In der von Lebensmittelmarken geprägten Zeit wurden die Spieler von den Gastgebern oft verpflegt. Im März 1946 begann der Spielbetrieb der Landesliga Westfalen und im Juli 1946 wurde die von Bomben zerstörte Glückauf-Kampfbahn wiedereröffnet. Der Verein konnte nicht an seine alten Erfolge anknüpfen. 1947 unterlag er im Entscheidungsspiel um die Westfalenmeisterschaft den Reviernachbarn Borussia Dortmund mit 2:3. Im selben Jahr wurde die Oberliga West gegründet, in der – neben den Schalkern – auch der Ende der 1940er Jahre erfolgreichere STV Horst-Emscher Gelsenkirchen repräsentierte. In der ersten Saison erreichte Schalke den sechsten Platz, Horst-Emscher kam auf den dritten Rang. Während die Stadtrivalen 1949 ihre Platzierung halten konnten, verhinderte lediglich eine Aufstockung der Liga den Abstieg der Schalker in die Zweitklassigkeit. Wenig später beendeten Fritz Szepan, der mittlerweile auch als Trainer fungierte, und der inzwischen 45-jährige Ernst Kuzorra ihre Laufbahn mit einem Freundschaftsspiel gegen Atlético Mineiro aus Belo Horizonte.
1951 wurde Schalke erstmals Meister der Oberliga West und erreichte nach sieben Jahren wieder die Endrunde um die deutsche Meisterschaft. Nach einem schlechten Start mit Niederlagen gegen St. Pauli und in Kaiserslautern und einem Unentschieden in Fürth gewann die Mannschaft zwar alle Rückspiele, wurde jedoch nur Gruppenzweiter und musste dem späteren Meister aus der Pfalz den Vortritt lassen. Im folgenden Jahr erreichten die „Knappen“ als Oberligazweiter erneut die Meisterschaftsendrunde. Während das Team im DFB-Pokal in den ersten Nachkriegswettbewerben schon früh ausgeschieden war, erreichte man im Pokalwettbewerb 1955 nach Anlaufschwierigkeiten mit zwei Wiederholungsspielen das Finale gegen den Karlsruher SC, unterlag jedoch trotz 2:1-Führung in den Schlussminuten noch mit 2:3.
1956 beendete Schalke die Saison als Zweiter hinter Borussia Dortmund. In der Endrunde gab es in der Gruppe 1 ein spannendes Rennen um die Finalteilnahme; am Ende standen die Schalker ebenso wie der Karlsruher SC und der 1. FC Kaiserslautern mit jeweils 7:5 Punkten gleichauf, so dass der Torquotient entscheiden musste – und der sprach bei 7:5 für den KSC, der somit das Finale gegen den BVB erreichte. Wäre statt des Torquotienten zu dieser Zeit bereits die Tordifferenz – Schalke hatte 16:12 Tore erreicht – ausschlaggebend gewesen, hätte es ein reines West-Endspiel gegeben.
1958 erreichten die Gelsenkirchener, seit 1954 von Edi Frühwirth trainiert, zum zweiten Mal als Meister der Oberliga die DM-Endrunde. In einer Gruppe mit Eintracht Braunschweig, Tennis Borussia Berlin und dem Karlsruher SC gewann Schalke alle drei Spiele und setzte sich mit einem Torverhältnis von 16:1 durch. Im Endspiel traf man auf den Hamburger SV, der ebenfalls drei Gruppensiege vorzuweisen hatte. Am 18. Mai 1958 wurde „Berni“ Klodt, WM-Teilnehmer von 1954, zum Wegbereiter des klaren Sieges; mit zwei Toren brachte er seine Mannschaft vor der Halbzeit in Führung; „Manni“ Kreuz machte mit dem dritten Treffer kurz vor Spielende den Erfolg klar: Schalke war zum siebten und bisher letzten Mal Deutscher Meister. Klodt sagte später: „Wir hatten lange gebraucht, bis wir wieder eine Spitzenmannschaft besaßen. Gegen die Hamburger lief alles wie am Schnürchen. Unsere Mannschaft war mit 22,5 Jahren im Schnitt noch sehr jung. Aber sie war auch sehr hart, konnte richtig hinlangen. Das war sicherlich nicht mehr der Stil der alten Schalker Meisterelf, unsere Stärken lagen auf anderem Gebiet.“ Nicht mehr mit dem Schalker Kreisel, sondern mit Kampfkraft und Konzentration behaupteten sich die „Blauen“ auch im folgenden Europapokal. In drei Spielen setzten sie sich in der Qualifikation gegen Kjøbenhavns Boldklub durch, im Achtelfinale schalteten sie den englischen Meister Wolverhampton Wanderers aus. Erst im Viertelfinale kam das Aus gegen Spaniens Vizemeister Atlético Madrid.
Unter den Anstrengungen litt der Ligabetrieb – Schalke wurde nur Elfter, konnte aber in den kommenden Spielzeiten wieder auf Spitzenpositionen vorstoßen; mit Platz zwei in der vorletzten Oberliga-Saison qualifizierte sich das Team nach einem Ausscheidungsspiel gegen den Nordzweiten Werder Bremen noch einmal für die Meisterschaftsendrunde. Als Oberligasechster 1963 ging der FC Schalke 04 in die erste Saison der neuen Bundesliga.

### 1963 bis 1981: Bundesliga mit Skandal und Abstieg
| Saison  | Platz | Tore  | Punkte |
| ------- | ----- | ----- | ------ |
| 1963/64 | 08    | 51:53 | 29-31  |
| 1964/65 | 16    | 45:60 | 22-38  |
| 1965/66 | 14    | 33:55 | 27-41  |
| 1966/67 | 15    | 37:63 | 30-38  |
| 1967/68 | 15    | 42:48 | 30-38  |
| 1968/69 | 07    | 45:40 | 35-33  |
| 1969/70 | 09    | 43:54 | 34-34  |
| 1970/71 | 06    | 44:40 | 36-32  |
| 1971/72 | 02    | 76:35 | 52-16  |
| 1972/73 | 15    | 46:61 | 28-40  |
| 1973/74 | 07    | 72:68 | 37-31  |
| 1974/75 | 07    | 52:37 | 39-29  |
| 1975/76 | 06    | 76:55 | 37-31  |
| 1976/77 | 02    | 77:52 | 43-25  |
| 1977/78 | 09    | 47:52 | 34-34  |
| 1978/79 | 15    | 55:61 | 28-40  |
| 1979/80 | 08    | 40:51 | 33-35  |
| 1980/81 | 17    | 43:88 | 23-45  |

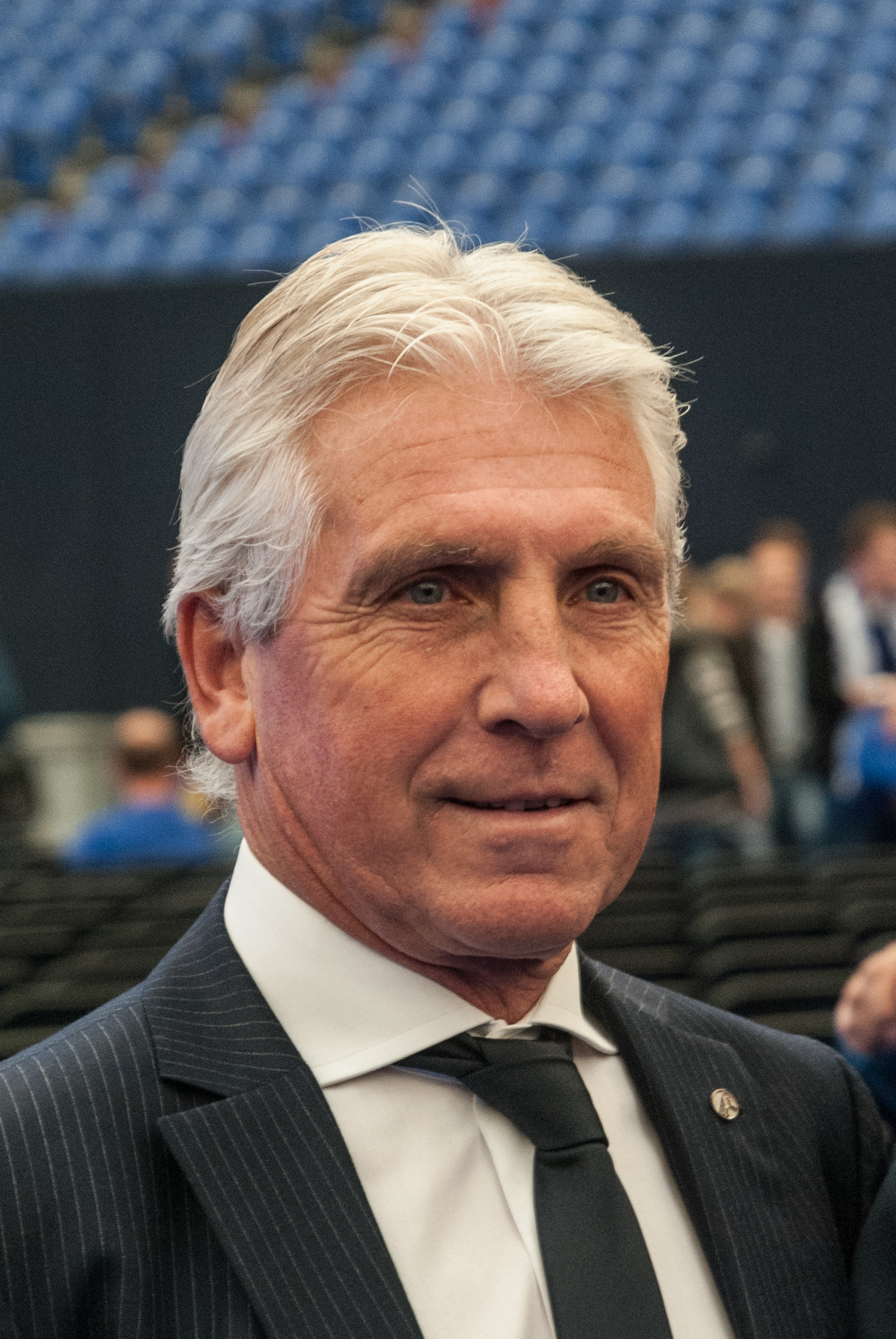
Klaus Fischer wurde 1976 der erste Bundesliga-Torschützenkönig aus den Reihen des FC Schalke 04

Als Gründungsmitglied der Bundesliga blieb Schalke bis 1981 erstklassig. Allerdings musste der Verein in den ersten Jahren nicht nur sportlich darum kämpfen. Schon zu Ende der ersten Bundesligarunde stand die Lizenz auf dem Spiel. Der DFB befürchtete, dass Schalke seinen Verpflichtungen nicht mehr nachkommen könnte. Der Verein verkaufte daraufhin die Glückauf-Kampfbahn an die Stadt Gelsenkirchen; auf Drängen der Stadt trat der Vorstand zurück, Fritz Szepan wurde zum ersten Mal Vereinspräsident. Zuvor hatte bereits der erste Trainerwechsel der „Knappen“ in der Liga stattgefunden: Georg Gawliczek musste gehen, Fritz Langner übernahm.
In der zweiten Bundesliga-Spielzeit 1964/65 stand das Team, in der Vorsaison noch Achter, am Ende auf dem letzten Platz. Nur weil die Liga auf 18 Mannschaften aufgestockt wurde und es nach dem Lizenzentzug für Hertha BSC keine weiteren Absteiger gab, blieb Schalke in der Eliteklasse. Die folgenden Spielzeiten kämpfte die Mannschaft mehr gegen den Abstieg denn um einen Mittelfeldplatz. Tiefpunkt war die 0:11-Niederlage gegen Borussia Mönchengladbach am 7. Januar 1967. Das 11:0 aus Gladbacher Sicht blieb mehr als elf Jahre lang der Bundesliga-Rekordsieg, ehe ebenfalls den Gladbachern gegen Borussia Dortmund 1978 noch ein Tor mehr gelang.
Ende der Saison 1967/68 machten die Schalker zumindest international durch gute Leistungen auf sich aufmerksam: bei der Coppa delle Alpi 1968 setzte sich das Team in einem internationalen Feld mit unter anderen Eintracht Frankfurt, Juventus Turin und BSC Young Boys durch und siegte im Finale gegen den FC Basel. In der Saison 1968/69 setzte sich der Aufwärtstrend fort. Schalke beendete nach einem Trainerwechsel von Günter Brocker zu Rudi Gutendorf die Saison als Bundesligasiebter und erreichte das Pokalfinale. Zwar verloren die „Knappen“ gegen den FC Bayern München; da dieser jedoch sein erstes Double holte, vertrat „Königsblau“ den DFB im Europapokal der Pokalsieger 1969/70. Hier scheiterte Schalke im Halbfinale an Manchester City; einem 1:0-Sieg dank eines Treffers von Stan Libuda folgte ein 1:5 in England. Zwei Schalker Spieler reisten mit der Nationalmannschaft zur Weltmeisterschaft nach Mexiko: neben Libuda das mittlerweile ebenfalls etablierte Defensivtalent Klaus Fichtel.
Im Jahr 1971 war der Verein in den Bundesliga-Skandal verwickelt. Gegen Bestechungsgelder hatte die Mannschaft das Spiel gegen Arminia Bielefeld absichtlich 0:1 verloren. Mehrere Spieler wurden gesperrt, nachdem das Team die Saison 1971/72 als Vizemeister und Pokalsieger beendete. 1973 zogen die Fußballer in das Parkstadion im Gelsenkirchener Stadtteil Erle um, das im Hinblick auf die Weltmeisterschaft 1974 in Deutschland errichtet worden war, aber auch für Leichtathletikveranstaltungen genutzt werden konnte.
1977 wurde Schalke erneut Vizemeister, hinter Borussia Mönchengladbach; in dieser Saison erzielte die Elf um Klaus Fischer am 9. Oktober 1976 mit einem 7:0 beim FC Bayern München ihren bislang höchsten Bundesligasieg. Noch vier Jahre spielte der Verein in der ersten Liga, ehe Schalke am Ende einer missglückten Saison 1980/81 als Bundesliga-Siebzehnter nach 55 Jahren in die Zweitklassigkeit absteigen musste.

### 1981 bis 1997: Krisen und Aufschwung zum UEFA-Pokal
| Saison                       | Platz | Tore  | Punkte |
| ---------------------------- | ----- | ----- | ------ |
| 1981/82                      | 01    | 70:35 | 51-25  |
| 1982/83                      | 16    | 48:68 | 22-46  |
| 1983/84                      | 02    | 95:45 | 55-21  |
| 1984/85                      | 08    | 63:62 | 34-34  |
| 1985/86                      | 10    | 53:58 | 30-38  |
| 1986/87                      | 13    | 50:58 | 32-36  |
| 1987/88                      | 18    | 48:84 | 23-45  |
| 1988/89                      | 12    | 58:51 | 36-40  |
| 1989/90                      | 05    | 69:51 | 43-33  |
| 1990/91                      | 01    | 64:29 | 57-19  |
| 1991/92                      | 11    | 45:45 | 34-42  |
| 1992/93                      | 10    | 42:43 | 34-34  |
| 1993/94                      | 14    | 38:50 | 29-39  |
| 1994/95                      | 11    | 48:54 | 31-37  |
| 1995/96                      | 03    | 45:36 | 56     |
| 1996/97                      | 12    | 35:40 | 43     |
| Rot unterlegt: 2. Bundesliga |       |       |        |

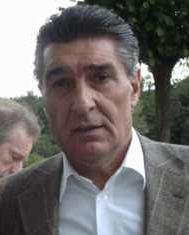
Wurde 1981 zum ersten Mal Manager: Rudi Assauer

In den 1980er Jahren stieg Schalke weitere zwei Male in die Zweite Liga ab und musste wegen finanzieller Probleme um seine Lizenz bangen. 1988 brachte den erneuten Abstieg in die zweite Liga, in der folgenden Saison drohte dem finanziell klammen Verein gar der Fall in die Drittklassigkeit. Rettung brachte der vermögende Klinikbesitzer Günter Eichberg, der erhebliche Finanzmittel zur Verfügung stellte und neue Sponsoren gewann. 1991 gelang der Mannschaft der Wiederaufstieg in die Bundesliga. Vom 1. August dieses Jahres bis zum 27. April 1992 war Günter Netzer Manager des FC Schalke 04. Da er von seinem Schweizer Wohnort Zürich aus arbeitete, wurde er „Telefonmanager“ genannt.
Eichbergs glamouröser Führungsstil und seine ehrgeizigen Pläne (unter anderem der Bau eines neuen modernen Stadions) brachten ihm in der Presse den Titel „Sonnenkönig auf Schalke“ ein. Dennoch plante er auch sachlich-vorausschauend und verpflichtete Bodo Menze als Nachwuchsmanager, der die Jugendarbeit im Verein nachhaltig prägen und professionalisieren sollte. Finanzielle Schwierigkeiten seines Klinikimperiums führten 1993 zum Rücktritt Eichbergs, der den Verein in eine schwere Krise stürzte. Zu seinen letzten Amtshandlungen gehörten die Verpflichtungen Rudi Assauers als Manager und Jörg Bergers als Trainer zur Rettung der abstiegsbedrohten Bundesligamannschaft. Finanziell hinterließ Eichberg einen Schuldenberg, zu dem teure Fehleinkäufe und ein undurchsichtiges Vertragswerk beitrugen.
Im Februar 1994 wurde der Fleischfabrikant Bernd Tönnies zum neuen Präsidenten gewählt. Nach seinem plötzlichen Tod im Juli 1994 wurde eine Satzungsänderung ausgearbeitet, aber der Kandidat Volker Stuckmann konnte sich nicht gegen den ehemaligen Schalker Nationalspieler Helmut Kremers durchsetzen, der mit einer emotionalen Rede die Vereinsmitglieder zu beeindrucken wusste. Kremers trat kurz darauf wieder zurück und der Verein beschloss die wegweisende Satzungsänderung, die eine Professionalisierung des Managements zum Ziel hatte und den Einfluss der oft emotional geprägten Hauptversammlungen beenden sollte. Der Vorstand wird seither nicht mehr direkt von den Vereinsmitgliedern gewählt, sondern vom gewählten Aufsichtsrat bestellt. Erster Vorstandsvorsitzender wurde Gerhard Rehberg. Die weiteren Vorstandsmitglieder waren Josef Schnusenberg, Peter Peters und Rudi Assauer.
Sportlich stellten sich unter Trainer Berger langsam wieder Erfolge ein. 1996 erreichte die Mannschaft den dritten Platz in der Bundesliga und damit erstmals seit 1977 wieder eine Teilnahme am UEFA-Pokal-Wettbewerb. Hier konnten die Gelsenkirchener in der ersten Runde den niederländischen Teilnehmer Roda JC aus Kerkrade ausschalten, dessen Trainer Huub Stevens zwei Wochen später Berger ablöste. Mit Stevens gelang ein Siegeszug im UEFA-Pokal. Über Trabzonspor, Club Brugge, Valencia CF und den von Jupp Heynckes trainierten CD Teneriffa erreichte das – im Laufe des Wettbewerbs von Fans und Presse zu Eurofightern ernannte – Team um Jens Lehmann, Olaf Thon, Andreas Müller, Mike Büskens, Jiří Němec, Ingo Anderbrügge, Martin Max oder Youri Mulder überraschend die Finalspiele gegen Inter Mailand. Nach einem 1:0-Sieg im Parkstadion entschied im Giuseppe-Meazza-Stadion das Elfmeterschießen – mit dem letzten Treffer vom Strafstoßpunkt durch Marc Wilmots war Schalkes bis dato größter Triumph der Vereinsgeschichte am 21. Mai 1997 perfekt.

### 1997 bis 2006: „Meister der Herzen“, Pokalsiege und das Ende der Ära Assauer
| Saison  | Platz | Tore  | Punkte |
| ------- | ----- | ----- | ------ |
| 1997/98 | 05    | 38:32 | 52     |
| 1998/99 | 10    | 41:54 | 41     |
| 1999/00 | 13    | 42:44 | 39     |
| 2000/01 | 02    | 65:35 | 62     |
| 2001/02 | 05    | 52:36 | 61     |
| 2002/03 | 07    | 46:40 | 49     |
| 2003/04 | 07    | 49:42 | 50     |
| 2004/05 | 02    | 56:46 | 63     |
| 2005/06 | 04    | 47:31 | 61     |

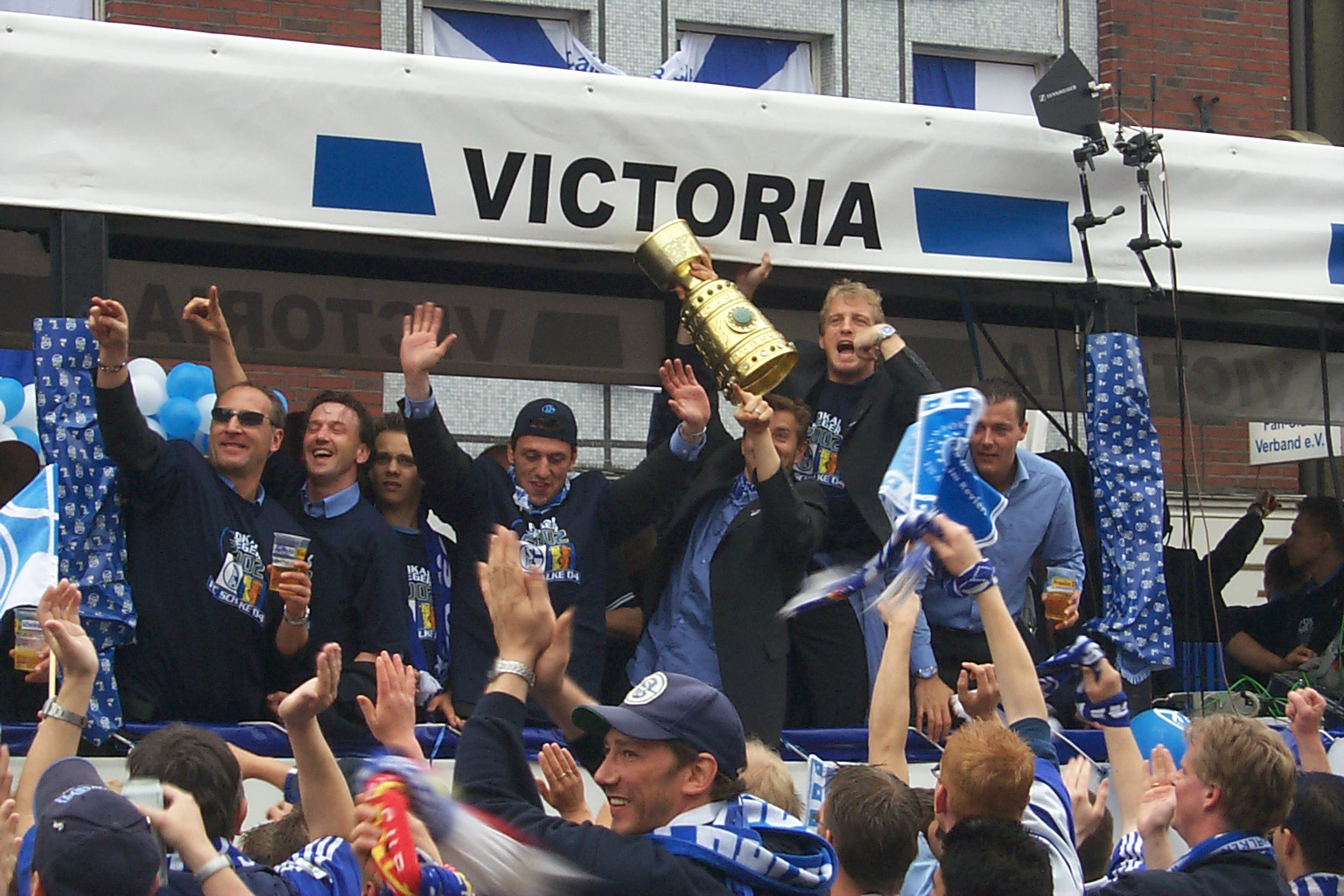
Spieler des S04 nach dem Sieg im DFB-Pokal 2002

In der Saison 1997/98 schied Schalke im Viertelfinale des UEFA-Pokals gegen den vorjährigen Finalgegner Inter Mailand aus und qualifizierte sich mit einem fünften Platz in der Bundesliga erneut für den UEFA-Pokal. Im UEFA-Pokal 1998/99 schied man bereits in der ersten Runde gegen Slavia Prag aus. In der Saison 2000/01 wurde Schalke Vizemeister. Am letzten Spieltag fühlten sich die Schalker bereits vier Minuten lang zum achten Mal als Deutscher Meister, doch ein Freistoßtor von Patrik Andersson, mit dem der FC Bayern München in der Nachspielzeit beim Spiel in Hamburg noch ein Unentschieden erreichte, ließ die Träume platzen. Schalke wurde von den Medien zum „Meister der Herzen“ gekürt und zog erstmals in die Champions League ein. Wenig Trost brachte es, dass im Olympiastadion Berlin eine Woche später gegen Union Berlin der dritte Pokalsieg gelang. In der folgenden Saison verteidigten die „Blauen“ den Pokal im Endspiel gegen Bayer 04 Leverkusen.
Im August 2001 zogen die „Knappen“ abermals um, diesmal in die Arena AufSchalke, die seit 2005 Veltins-Arena heißt. Infolge der großen Investitionen in „Steine und Beine“ verschuldete sich der Verein. Im Zusammenhang mit dem Bau des neuen Stadions und der Verstärkung des Kaders wurde unter anderem im Herbst 2002 eine Anleihe in Höhe von 85 Millionen Euro aufgenommen, die kurzfristige Kredite ersetzte. Nach Auskunft des damaligen stellvertretenden Vorstandsvorsitzenden Josef Schnusenberg belasteten den Verein im Herbst 2006 Verbindlichkeiten in Höhe von 195 Millionen Euro; in verschiedenen Presseorganen wurde gar eine Summe von 225 Millionen Euro genannt.
Mit den finanziellen Risiken gingen auch sportliche Erfolge einher. In der Spielzeit 2004/05 hatte die Mannschaft es erneut in der Hand, Deutscher Meister zu werden, erreichte aber wieder nur den zweiten Platz. Die Mannschaft nahm in der folgenden Saison an der Champions League teil, in der sie in einer Gruppe mit dem PSV Eindhoven, Fenerbahçe Istanbul und dem Vorjahresfinalisten AC Mailand spielte. In der Gruppe holte S04 den dritten Platz und spielte im UEFA-Cup weiter. Im Sechzehntelfinale traf die Mannschaft auf Espanyol Barcelona. Im Hinspiel vor eigenem Publikum besiegte Schalke 04 die Katalanen mit 2:1. Das Rückspiel in Barcelona wurde mit 3:0 gewonnen. Im Achtelfinale traf S04 auf US Palermo. Nach einer 0:1-Hinspielniederlage in Palermo gab es vor eigenem Publikum einen 3:0-Sieg. Im Viertelfinale wurde Lewski Sofia bezwungen, ehe Schalke 04 im Halbfinale knapp gegen den FC Sevilla ausschied; während es vor eigenem Publikum ein torloses Unentschieden gab, verlor man das Rückspiel in Sevilla mit 0:1 nach Verlängerung, wobei ein Unentschieden ab 1:1 für den Einzug in das Finale ausgereicht hätte. Am letzten Spieltag wurden unter anderem Ebbe Sand, Tomasz Wałdoch und Marco van Hoogdalem verabschiedet. Die Saison wurde nach einem 3:2-Sieg, zu dem auch Sand und Waldoch beitrugen, auf dem vierten Tabellenplatz beendet. Am 17. Mai 2006 trat der langjährige Manager Rudi Assauer von allen Funktionen zurück. Zuvor war er verdächtigt worden, geheime finanzielle Informationen an das Nachrichtenmagazin Focus weitergegeben zu haben. Das Blatt hatte berichtet, Schalke habe Privatkredite aufgenommen, um eine Insolvenz abzuwenden. Assauers Nachfolger als Verantwortlicher für den sportlichen Bereich wurde Andreas Müller.

### 2006 bis 2014: Internationaler Dauergast, Pokalsieg und Champions-League-Halbfinale 2011
| Saison  | Platz | Tore  | Punkte |
| ------- | ----- | ----- | ------ |
| 2006/07 | 02    | 53:32 | 68     |
| 2007/08 | 03    | 55:32 | 64     |
| 2008/09 | 08    | 47:35 | 50     |
| 2009/10 | 02    | 53:31 | 65     |
| 2010/11 | 14    | 38:44 | 40     |
| 2011/12 | 03    | 74:44 | 64     |
| 2012/13 | 04    | 58:50 | 55     |
| 2013/14 | 03    | 63:43 | 64     |

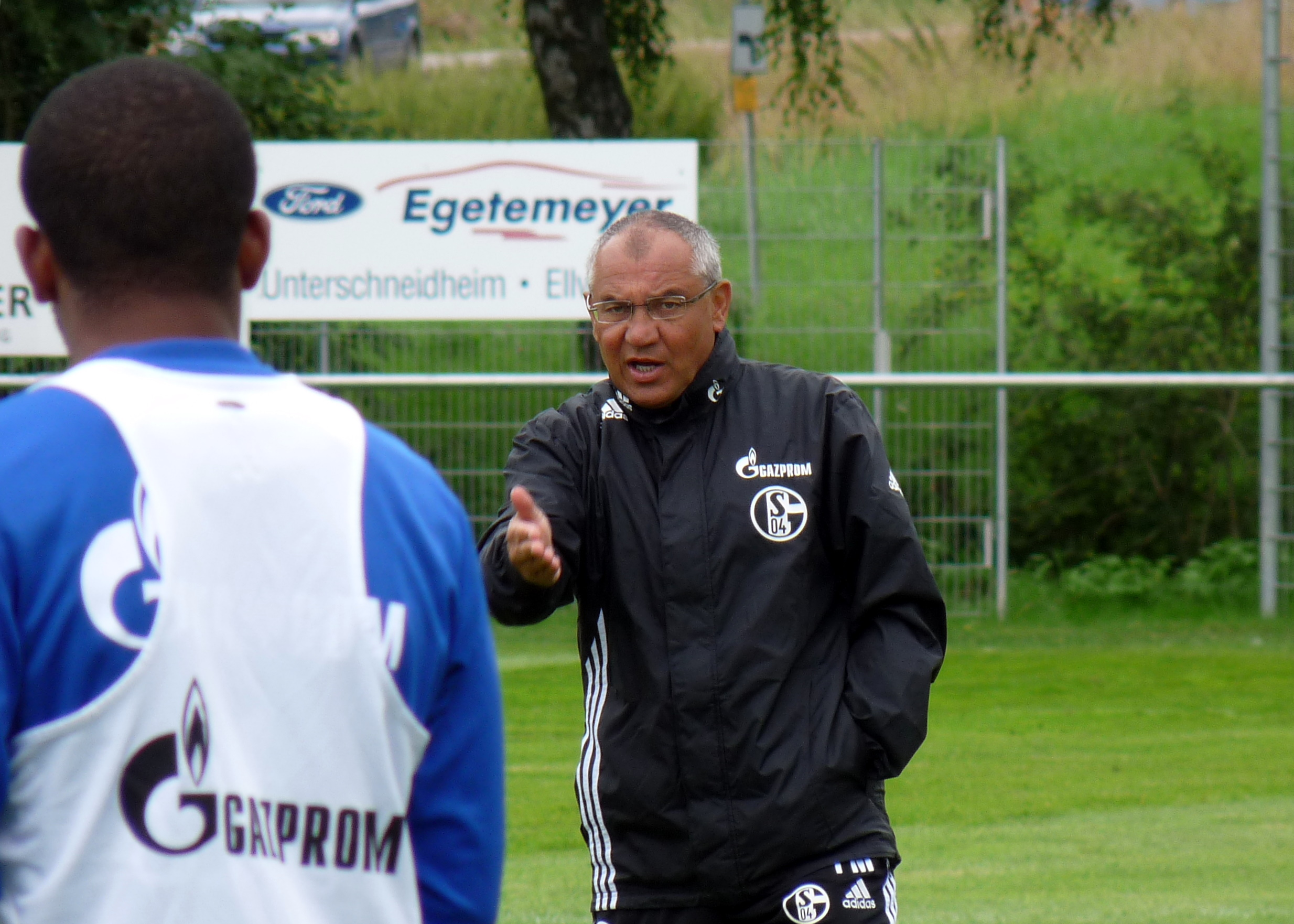
Felix Magath als Trainer des FC Schalke 04

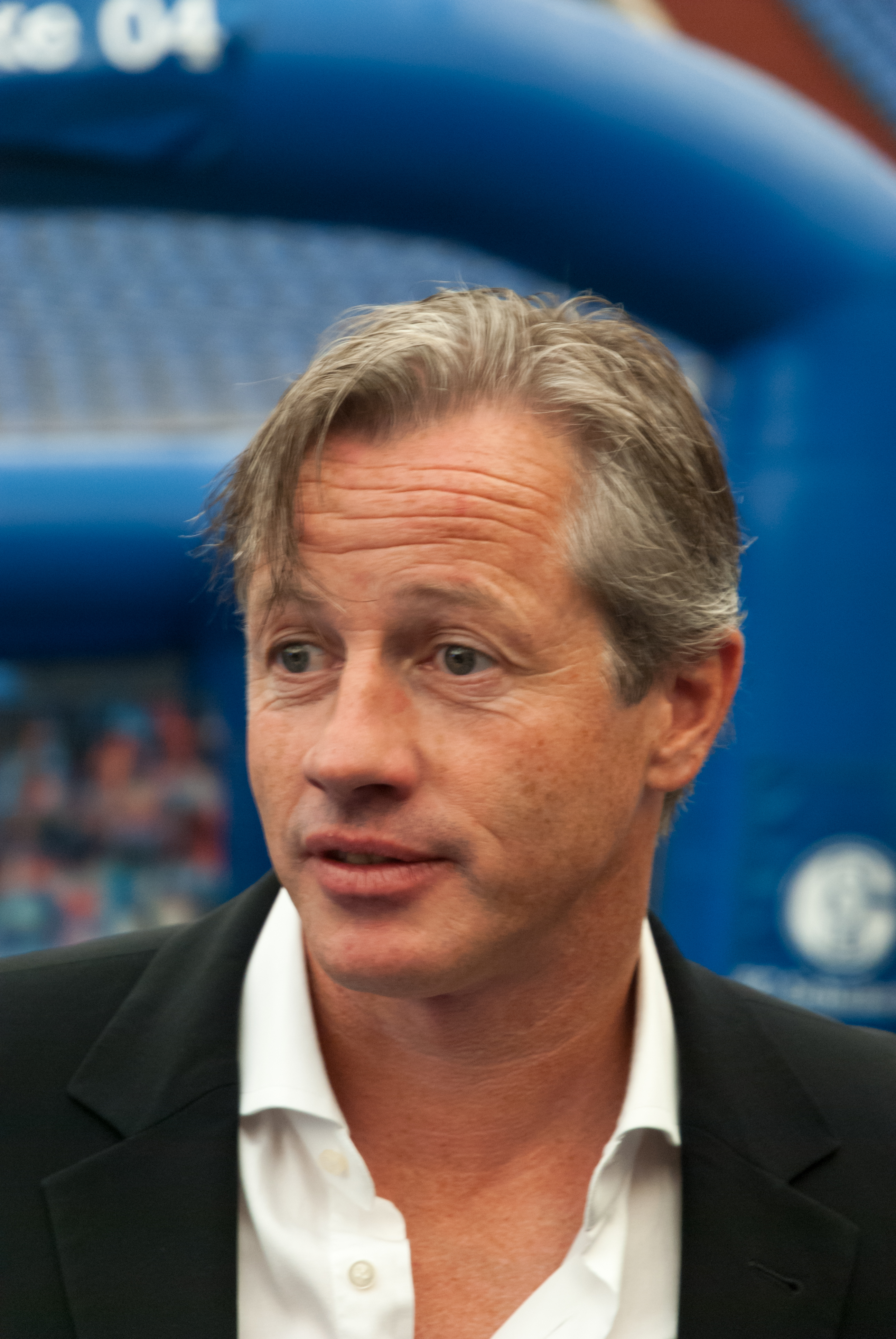
Mit Jens Keller gelang die beste Rückrunde der Vereinsgeschichte und zweimal in Folge die Qualifikation für die UEFA Champions League

Im UEFA-Cup wurde Schalke als Turnierfavorit gehandelt. In der 1. Runde trafen sie auf die AS Nancy. Das Hinspiel auf Schalke wurde durch ein Tor von Søren Larsen mit 1:0 gewonnen, während das Rückspiel gegen den Außenseiter aus Lothringen mit 1:3 verloren wurde und man somit frühzeitig aus dem Turnier ausschied. In der Saison 2006/07 spielte Schalke lange um die Meisterschaft mit. Am 33. Spieltag verlor man die Tabellenführung durch eine Niederlage gegen Borussia Dortmund an den VfB Stuttgart und wurde Vizemeister.
In der Champions League 2007/08 überstand Schalke erstmals die Gruppenphase und scheiterte im Viertelfinale am FC Barcelona. In der Bundesliga erreichte man in der Saison 2007/08 den dritten Platz. Seit Januar 2008 ist der FC Schalke 04 außerdem eines von vier deutschen Mitgliedern der neugegründeten ECA, der Interessenvertretung europäischer Fußballclubs. Im Geschäftsjahr 2007 verbuchte der FC Schalke 04 einen Rekordumsatz von 156 Millionen Euro, wobei der Gewinn 12,7 Millionen Euro betrug. Außerdem wurde eine königsblaue Hall of Fame, „Ehrenkabine“ genannt, eingerichtet. Die Bundesligasaison 2008/09 endete mit Platz 8 insgesamt enttäuschend. Im DFB-Pokal war man im Viertelfinale durch eine 0:1-Niederlage beim Zweitligisten Mainz 05 ausgeschieden und im UEFA-Pokal überstand man, nachdem man in der Qualifikation für die Champions League an Atlético Madrid gescheitert war, die Gruppenphase nicht. Schalke war daher in der Spielzeit 2009/10 erstmals seit acht Jahren in keinem internationalen Wettbewerb vertreten. Am 9. März 2009 wurde Andreas Müller als Manager beurlaubt. Auch Trainer Fred Rutten wurde kurz darauf von seinen Aufgaben entbunden.
Am 6. Mai 2009 wurde bekannt, dass der Meistertrainer der VfL Wolfsburg Felix Magath beide Aufgaben – Trainer und Manager – ab dem 1. Juli 2009 in Personalunion übernehme. Mitte Oktober 2009 war der FC Schalke 04 erneut in eine finanzielle Schieflage geraten; die Verbindlichkeiten dürften zu dieser Zeit ungefähr 250 Mio. Euro betragen haben. Der Verein verbuchte im Wirtschaftsjahr 2009 einen Verlust von 16,8 Millionen Euro und einen Rückgang des Jahresumsatzes um fast 15 % auf 119 Millionen Euro. Hauptgrund dieses Rückgangs war der Umstand, dass der Verein sich nicht für einen internationalen Wettbewerb qualifiziert hatte, sowie das frühe Ausscheiden im UEFA-Pokal in der Vorsaison. Sportlich verlief die Saison 2009/10 erfolgreicher; sie endete auf Platz 2, die insgesamt neunte Vizemeisterschaft und zugleich die vierte Qualifikation für die Champions League in der Vereinsgeschichte. Außerdem wurde mit Siegen über TSV Germania Windeck, VfL Bochum, TSV 1860 München und dem VfL Osnabrück das Halbfinale des DFB-Pokals erreicht. Dort unterlagen die Schalker dem FC Bayern München mit 0:1 n. V.
Da der FC Bayern München 2010 sowohl Meister als auch Pokalsieger wurde, erhielt der FC Schalke 04 das Startrecht im wieder eingeführten Supercup. Das zwei Wochen vor Beginn der Saison 2010/11 ausgetragene Spiel wurde mit 0:2 verloren. Im Sommer 2010 verließ mit Kevin Kurányi der drittbeste Torschütze der Vereinsgeschichte die Mannschaft Richtung Dynamo Moskau. Prominente Zugänge waren Raúl von Real Madrid und Klaas-Jan Huntelaar vom AC Mailand. Am 16. März 2011 trennte sich der Verein trotz des Erreichens des DFB-Pokalfinales und des Viertelfinales der Champions League mit sofortiger Wirkung von Felix Magath. Horst Heldt übernahm Magaths Posten als Manager und Ralf Rangnick wurde am 21. März 2011 erneut Cheftrainer des FC Schalke 04 (er war dies schon von September 2004 bis Dezember 2005). Nach zwei Siegen gegen Inter Mailand erreichte Schalke zum ersten Mal in der Vereinsgeschichte das Halbfinale der Champions League. Dort schied man mit zwei Niederlagen gegen Manchester United aus. Die Bundesligasaison wurde auf Platz 14, der schlechtesten Platzierung seit 1994, beendet. Im abschließenden Pokalfinale wurde mit einem 5:0-Sieg gegen den Zweitligisten MSV Duisburg der eigene Rekord für den höchsten Finalsieg im DFB-Pokal (1972 gegen den 1. FC Kaiserslautern) eingestellt und der fünfte Pokalgewinn des FC Schalke 04 realisiert.
Am 22. September 2011 trat Rangnick wegen eines Erschöpfungssyndroms mit sofortiger Wirkung zurück. Als neuer Trainer wurde Huub Stevens verpflichtet, der einen Vertrag bis 2013 erhielt. In der Europa League erreichte man das Viertelfinale, in dem man gegen Athletic Bilbao ausschied. Die Spielzeit beendete man am 5. Mai 2012 auf dem dritten Tabellenplatz.
In der Champions-League-Gruppenphase 2012/13 spielte der FC Schalke 04 gegen Olympiakos Piräus, gegen den HSC Montpellier und gegen den FC Arsenal. Als Gruppensieger qualifizierte man sich für das Achtelfinale. Am 16. Dezember 2012 wurde Huub Stevens wegen der sportlichen Talfahrt in der Liga mit nur fünf Punkten aus acht Spielen beurlaubt und durch den bisherigen U-17-Trainer Jens Keller ersetzt. Mit ihm schied der FC Schalke 04 im DFB-Pokal und in der Champions League jeweils im Achtelfinale aus. Am Ende der Bundesligasaison belegten die Schalker Platz 4, der zur Teilnahme an der Qualifikation zur Champions League berechtigte.
Nachdem der ursprüngliche Gegner in der Qualifikationsrunde Metalist Charkiw aufgrund einer Verwicklung in einen Manipulationsskandal von der UEFA aus allen europäischen Wettbewerben ausgeschlossen worden war, trat der FC Schalke 04 am 21. August 2013 zuhause gegen den von Huub Stevens trainierten griechischen Vizemeister PAOK Saloniki an und trennte sich mit einem 1:1-Unentschieden. Das Spiel sowie das Ergebnis wurde von einem umstrittenen Polizeieinsatz im Schalker Fanblock mit knapp 80 Verletzten überschattet. Das Rückspiel entschied Schalke mit 3:2 für sich. In der Gruppenphase hießen die Gegner Steaua Bukarest, FC Basel und FC Chelsea. Schalke schloss die Gruppenphase auf Platz 2 ab und traf im Achtelfinale auf Real Madrid. Den Madrilenen musste man sich jedoch mit 1:6 und 1:3 geschlagen geben.
Nach einer enttäuschenden Hinrunde, die mit Platz 7 in der Tabelle endete, und dem Ausscheiden aus dem DFB-Pokal, spielte der Verein die erfolgreichste Rückrunde der Vereinsgeschichte. Die Saison war geprägt durch viele Verletzungen von Leistungsträgern (unter anderem fiel Klaas-Jan Huntelaar nahezu die komplette Hinrunde aus) sowie anhaltende Diskussionen um Cheftrainer Jens Keller. Teilweise fehlten bis zu zehn potentielle Stammspieler. Diese wurden durch junge Spieler vertreten, die sich so profilieren konnten. Zu den Entdeckungen der Saison gehörten Max Meyer, Leon Goretzka und Kaan Ayhan. Die junge Schalker Mannschaft gewann 11 von 17 Spielen, in denen sie 36 Punkte holte. Am Ende erreichte man Platz 3 und somit zum dritten Mal in Folge die Qualifikation zur Champions League, was dem Verein vorher noch nie gelungen war.

### 2014 bis 2021: Niedergang von der Champions League zum vierten Abstieg
| Saison  | Platz | Tore  | Punkte | BL-Kader |
| ------- | ----- | ----- | ------ | -------- |
| 2014/15 | 06    | 42:40 | 48     | BL-Kader |
| 2015/16 | 05    | 51:49 | 52     | BL-Kader |
| 2016/17 | 10    | 45:40 | 43     | BL-Kader |
| 2017/18 | 02    | 53:37 | 63     | BL-Kader |
| 2018/19 | 14    | 37:55 | 33     | BL-Kader |
| 2019/20 | 12    | 38:58 | 39     | BL-Kader |
| 2020/21 | 18    | 25:86 | 16     | BL-Kader |

Nach einem Fehlstart in die Saison 2014/15 mit lediglich zwei Siegen aus sieben Bundesligaspielen und dem Ausscheiden in der ersten Runde des DFB-Pokals gegen Dynamo Dresden beurlaubte der Verein Jens Keller am 7. Oktober 2014. Als neuer Cheftrainer wurde Roberto Di Matteo verpflichtet. In der Champions League belegte der FC Schalke 04 in einer Gruppe mit dem FC Chelsea, NK Maribor und Sporting Lissabon den zweiten Tabellenplatz und traf im Achtelfinale erneut auf Real Madrid. Dort schied man trotz eines 4:3-Sieges im Estadio Santiago Bernabéu aufgrund des Hinspiel-Ergebnisses von 0:2 aus. Nach einem enttäuschenden sechsten Platz in der Liga gab der Verein am 26. Mai 2015 den Rücktritt von Cheftrainer Roberto Di Matteo bekannt. Am 12. Juni 2015 wurde André Breitenreiter als neuer Cheftrainer vorgestellt.
In der Saison 2015/16 schied die Mannschaft im DFB-Pokal in der zweiten Runde gegen Borussia Mönchengladbach und in der Europa League im Sechzehntelfinale gegen Schachtar Donezk aus. Die Bundesligasaison wurde auf dem fünften Tabellenplatz abgeschlossen.
Im Sommer 2016 wurden Horst Heldt durch Christian Heidel und André Breitenreiter durch Markus Weinzierl ersetzt. In der Saison 2016/17 verfehlte Schalke mit dem zehnten Tabellenplatz den Wiedereinzug in den Europapokal. Im DFB-Pokal schied man im Viertelfinale gegen den FC Bayern München aus und in der Europa League im Viertelfinale gegen Ajax Amsterdam.
Zur Saison 2017/18 wurde Markus Weinzierl durch Domenico Tedesco als Cheftrainer ersetzt. Mit einem Alter von 31 Jahren war Tedesco jüngster Trainer der bisherigen Schalker Vereinsgeschichte. Neu verpflichtet wurden unter anderem Amine Harit und Bastian Oczipka. Der Kapitän Benedikt Höwedes verließ den Verein nach zehn Jahren im Profiteam zu Juventus Turin. Unter Tedesco gelang es Schalke im Revierderby bei Borussia Dortmund (4:4), einen Vier-Tore-Rückstand aufzuholen. Am Ende der Saison wurde der FC Schalke 04 mit 21 Punkten Rückstand auf den FC Bayern München Vizemeister und qualifizierte sich für die UEFA Champions League. Im DFB-Pokal schied man im Halbfinale gegen den späteren Pokalsieger Eintracht Frankfurt aus.
In der Saison 2018/19 verlor die Mannschaft die ersten fünf Spiele. In der Champions League wurde man in einer Gruppe mit Lokomotive Moskau, FC Porto und Galatasaray Istanbul Zweiter und zog somit ins Achtelfinale der Königsklasse ein. Dort scheiterte man nach einer 2:3-Hinspiel- und einer 0:7-Auswärtsniederlage an Manchester City. Im Anschluss wurde Tedesco freigestellt. Es übernahmen „Jahrhunderttrainer“ Huub Stevens und „Eurofighter“ Mike Büskens. Bereits am 23. Februar trat Christian Heidel als Sportvorstand zurück und wurde durch Jochen Schneider ersetzt. Am Saisonende belegte der Verein mit 33 Punkten den vierzehnten Tabellenplatz und blieb damit weit hinter den Erwartungen zurück. Das Viertelfinale im DFB-Pokal ging im heimischen Stadion mit 0:2 gegen Werder Bremen verloren.
Zur Saison 2019/20 übernahm David Wagner die Mannschaft. Die Hinrunde der Saison unter Wagner war erfolgreich, zur Winterpause stand das Team mit 30 Punkten auf dem fünften Tabellenplatz. Die Rückrunde wurde die schlechteste seit dem Abstiegsjahr 1988: Das erste Rückrundenspiel, am 17. Januar 2020 gegen Borussia Mönchengladbach, wurde zwar mit 2:0 gewonnen, diesen Erfolg konnte die Mannschaft jedoch nicht wiederholen. Schalke gewann kein weiteres Bundesligaspiel in der Rückrunde und stellte einen neuen Vereins-Negativrekord von 16 Bundesligaspielen in Serie ohne Sieg. Am Saisonende belegten die Schalker, die in der Rückrundentabelle mit 9 Punkten den 17. Platz belegten, mit 39 Punkten den 12. Tabellenplatz. Die sportlichen Probleme fielen in die Zeit der COVID-19-Pandemie. Aufgrund von Spielverlegungen und Geisterspielen fehlten dem Verein wichtige Einnahmen, so dass sich auch die finanziellen Probleme vergrößerten.
Das langjährige Vorstandsmitglied Peter Peters, zuständig für Finanzen, trat im Juni 2020 zurück. Nach dem massiven Corona-Ausbruch im Tönnies-Fleischwerk in Rheda-Wiedenbrück forderten zahlreiche Fans des FC Schalke 04 den Rücktritt des Aufsichtsratsvorsitzenden Clemens Tönnies. Dieser gehörte seit 1994 dem Aufsichtsrat an und war seit Ende 2001 Aufsichtsratsvorsitzender. Mit einer Menschenkette rund um das Vereinsgelände in Schalke demonstrierten ca. 1000 Anhänger am 27. Juni 2020 während des letzten Saisonspiels in Freiburg gegen Tönnies. Am 30. Juni 2020 trat Tönnies als Aufsichtsratsvorsitzender zurück.
Auch in die Saison 2020/21 startete Schalke schlecht. Nach einer 0:8-Niederlage zum Saisonauftakt beim amtierenden Triple-Sieger FC Bayern München verlor die Mannschaft am 2. Spieltag auch mit 1:3 gegen Werder Bremen, was den schlechtesten Saisonstart einer Bundesligamannschaft bedeutete. David Wagner wurde daher durch Manuel Baum ersetzt. Auch unter Baum konnte der Niedergang nicht gestoppt werden. Die Mannschaft holte aus 10 Ligaspielen nur 4 Punkte und war lediglich im DFB-Pokal gegen den Regionalligisten 1. FC Schweinfurt 05 siegreich. Nach dem 12. Spieltag wurde Baum wieder freigestellt und übergangsweise durch das Aufsichtsratsmitglied Huub Stevens ersetzt. Unter Stevens verlor man auch gegen den Abstiegskonkurrenten Arminia Bielefeld, zog aber gegen den Regionalligisten SSV Ulm 1846 ins DFB-Pokal-Achtelfinale ein. Vor dem 14. Spieltag und auf Abstiegsplatz 18 wurde schließlich Christian Gross als neuer Cheftrainer verpflichtet. An Neujahr kehrte zudem Sead Kolašinac vom FC Arsenal zurück, der direkt Omar Mascarell als Kapitän ablöste. Nach einer Niederlage gewann die Mannschaft in Gross’ zweitem Spiel am 9. Januar 2021 erstmals seit dem 17. Januar 2020 wieder in der Bundesliga, als im eigenen Stadion die TSG Hoffenheim mit 4:0 geschlagen wurde. Mit 30 sieglosen Spielen in Folge erfuhr der Verein die zweitschlechteste Serie vor Tasmania Berlin, das in der Saison 1965/66 ein Mal mehr sieglos geblieben war. Nachdem der 37-jährige Klaas-Jan Huntelaar als zweiter Winterneuzugang von Ajax Amsterdam zurückgekehrt war, schloss man die Hinrunde, die aufgrund des späten Saisonstarts erst Ende Januar 2021 endete, mit 7 Punkten – punktgleich mit dem 1. FSV Mainz 05 – als Tabellenletzter ab, wobei der Rückstand auf den Relegationsplatz 8 Punkte und auf den ersten Nicht-Abstiegsplatz sogar 10 Punkte bei einem jeweils deutlich schlechteren Torverhältnis betrug. Lediglich Hertha BSC (6 Punkte 2009/10), der 1. FC Saarbrücken (5 Punkte 1963/64) sowie Tasmania Berlin (4 Punkte 1965/66) hatten nach dem 17. Spieltag weniger Punkte gesammelt und stiegen am Saisonende ab. Am letzten Tag der Wintertransferperiode wurde der Weltmeister Shkodran Mustafi vom FC Arsenal verpflichtet, der den gleichzeitigen Abgang von Ozan Kabak zum amtierenden englischen Meister FC Liverpool kompensieren sollte. Nach einer 1:5-Niederlage in Stuttgart am 23. Spieltag, in deren Vorfeld Medienberichten zufolge einige Führungsspieler beim Sportvorstand Schneider die Ablösung von Gross gefordert hatten, wurden u. a. Schneider und Gross freigestellt. Die sportliche Gesamtverantwortung übernahm bis auf Weiteres der Direktor Nachwuchs und Entwicklung Peter Knäbel. Zu diesem Zeitpunkt war die Mannschaft seit dem Sieg gegen Hoffenheim am 15. Spieltag sieglos und stand mit 9 Punkten Rückstand auf den Relegationsplatz weiter am Tabellenende. Neuer Cheftrainer wurde Dimitrios Grammozis, womit der FC Schalke 04 nach dem MSV Duisburg in der Saison 1977/78 zum zweiten Verein der Bundesligageschichte wurde, der fünf Cheftrainer in einer Spielzeit beschäftigte. Parallel zum sportlichen Niedergang wurden Verhandlungen mit Ralf Rangnick öffentlich, der eine Anstellung als Sportvorstand aufgrund von „zahlreichen Unwägbarkeiten innerhalb des Vereins“ allerdings ablehnte. Daraufhin wurde Peter Knäbel Ende März 2021 vom Aufsichtsrat zum Vorstand Sport und Kommunikation berufen. Nach einem Sieg, einem Unentschieden und fünf Niederlagen unter Grammozis stand am 30. Spieltag nach 30 Erstligajahren der vierte Abstieg nach 1981, 1983 und 1988 in die 2. Bundesliga fest. Aus den letzten vier bedeutungslosen Spielen folgten ein Sieg und drei Niederlagen, sodass der FC Schalke die Saison mit nur drei Siegen (kein Auswärtssieg) und 16 Punkten auf dem letzten Platz abschloss, womit man zum bis dahin schlechtesten Absteiger seit Einführung der Drei-Punkte-Regel 1995 wurde. Der Rückstand auf den Relegationsplatz betrug am Ende 17 Punkte, auf einen Nicht-Abstiegsplatz 19 Punkte. Zudem stellte man mit einer Tordifferenz von -61 die mit Abstand schlechteste Abwehr (dahinter Arminia Bielefeld mit -26).

### Seit 2021: Gegenwart als „Fahrstuhlmannschaft“
| Saison                       | Platz | Tore  | Punkte | Kader |
| ---------------------------- | ----- | ----- | ------ | ----- |
| 2021/22                      | 01    | 72:44 | 65     | Kader |
| 2022/23                      | 17    | 35:71 | 31     | Kader |
| 2023/24                      | 10    | 53:60 | 43     | Kader |
| 2024/25                      | 14    | 52:62 | 38     | Kader |
| Rot unterlegt: 2. Bundesliga |       |       |        |       |

Vor der Saison 2021/22, der ersten Spielzeit in der 2. Bundesliga seit 1990/91, verpflichtete der Sportvorstand Peter Knäbel mit Rouven Schröder einen Sportdirektor. Aufgrund der finanziellen Situation des Vereins, die durch den Abstieg der Bundesligamannschaft noch verschärft wurde, war der Verein gezwungen, den Startplatz der E-Sport-Abteilung in der League of Legends European Championship zu verkaufen. Im Sommertransferfenster verließen 30 Spieler den Verein, 15 Spieler wurden neu verpflichtet. Unter anderem kehrte Danny Latza (1. FSV Mainz 05) zu den Schalkern zurück und wurde neuer Mannschaftskapitän. Zudem wurde der dreimalige Zweitligatorschützenkönig Simon Terodde (Hamburger SV) verpflichtet. Die neu formierte Mannschaft startete wechselhaft in die Saison und schloss die Hinrunde mit 29 Punkten auf dem 4. Platz ab, wobei ein direkter Aufstiegsplatz 3 Punkte entfernt war. Im DFB-Pokal war man unterdessen in der 2. Hauptrunde am Drittligisten TSV 1860 München gescheitert. Auch in der Rückrunde blieben die Leistungen inkonstant, sodass sich der Verein nach einer 4:3-Heimniederlage gegen Hansa Rostock am 25. Spieltag von Cheftrainer Dimitrios Grammozis trennte. Die Mannschaft stand zu diesem Zeitpunkt mit 41 Punkten auf dem 6. Platz und hatte nach bereits 8 Niederlagen jeweils 6 Punkte Rückstand auf den Relegations- und einen direkten Aufstiegsplatz. Sein Nachfolger wurde bis zum Saisonende der bisherige Co-Trainer Mike Büskens. Durch 7 Siege in den folgenden 8 Spielen stand am 33. Spieltag der direkte Wiederaufstieg fest. Die Saison schloss Schalke schließlich mit 65 Punkten als Zweitligameister ab. Simon Terodde wurde während der Saison Rekordtorschütze der 2. Bundesliga und mit 30 Toren Torschützenkönig.
Vor der Saison 2022/23 rückte Büskens auf eigenen Wunsch wieder auf die Co-Trainer-Position zurück. Als neuer Cheftrainer wurde Frank Kramer verpflichtet. Nach dem 10. Spieltag stand man mit 6 Punkten auf dem 17. Platz. Nachdem die Mannschaft anschließend in der zweiten DFB-Pokal-Runde mit 1:5 beim Ligakonkurrenten TSG 1899 Hoffenheim verloren hatte, wurde Kramer freigestellt. Nach einem Spiel unter dem Co-Trainer Matthias Kreutzer wurde Thomas Reis, der kurz zuvor beim Ligakonkurrenten VfL Bochum entlassen worden war, als neuer Cheftrainer vorgestellt. Kurz vor seiner Verpflichtung war zudem der Sportdirektor Rouven Schröder von seinem Posten zurückgetreten. Der FC Schalke schloss die Hinrunde mit 9 Punkten auf dem letzten Platz ab, was die vierte Bundesliga-Halbserie mit einer einstelligen Punktzahl in Folge bedeutete. In der Rückrunde konnten die Leistungen erheblich gesteigert werden. In der Rückrundentabelle belegten die Schalker mit 22 Punkten den 8. Platz. Jedoch reichte dies in der Endabrechnung nur für 31 Punkte und den 17. Platz, womit man nach 1981, 1983, 1988 und 2021 zum fünften Mal aus der Bundesliga abstieg.
Trotz des Abstiegs blieb Thomas Reis Cheftrainer und bestritt mit Schalke den Auftakt in die Saison 2023/24. Nach nur 7 Punkten aus den ersten 7 Spielen wurde er allerdings in Folge einer 1:3-Auswärtsniederlage gegen den FC St. Pauli beurlaubt. Interimsmäßig übernahm erneut Matthias Kreutzer das Traineramt für zwei Spiele, welche beide verloren gingen. Am 9. Oktober 2023 stellte Schalke 04 schließlich mit dem Belgier Karel Geraerts den Nachfolger von Thomas Reis vor. Unter Geraerts zeigte die Mannschaft weiterhin schwankende Leistungen und befand sich lange Zeit erneut im Abstiegskampf. Der Klassenerhalt konnte jedoch am 32. Spieltag mit einem 4:0-Auswärtssieg gegen den VfL Osnabrück fixiert werden.
Zu Beginn der Saison 2024/25 in der 2. Bundesliga startete Schalke mit vier Punkten aus sechs Spielen, was zum 14. Platz in der Ligatabelle führte. Nach einer 3:5-Heimspielniederlage gegen den SV Darmstadt 98 am sechsten Spieltag wurden Karel Geraerts und Marc Wilmots freigestellt. Nach zwei Spielen unter interimistischer Leitung des U23-Trainers Jakob Fimpel wurde am 7. Oktober 2024 Kees van Wonderen als neuer Cheftrainer vorgestellt. Er übernahm die Mannschaft auf dem 13. Tabellenplatz und erhielt einen Vertrag bis Sommer 2026. Auf dem gleichen Tabellenplatz beendete der Verein, nach einer merklichen Leistungssteigerung am Jahresende, die Hinrunde mit 20 Punkten.
Mit einem Zuschauerdurchschnitt von mehr als 61.000 Fans pro Heimspiel genießt der Verein auch in der 2. Bundesliga eine im Vergleich sehr hohe Anziehungskraft. Europaweit belegte Schalke 04 in der Saison 2024/25 den 14. Platz im UEFA-Ranking der absoluten Zuschauerzahlen und war damit der einzige Zweitligist unter den Top 16. Anfang Mai 2025 wurde Jakob Fimpel nach der Trennung von van Wonderen bis zum Ende der Saison 2024/25 erneut Interimstrainer der Profis.
Im Juli 2025 wurde bekannt, dass Steffi Jones im Schalker Aufsichtsrat aktiv wird anstelle von Youri Mulder, der auf den Posten des Sportdirektors gerückt ist. Erstmals sitzt damit eine Frau im Aufsichtsrat von Schalke.

## Stadien des FC Schalke 04
Der FC Schalke 04 hat seine Heimspiele bislang in den folgenden drei Spielstätten ausgetragen:

### Glückauf-Kampfbahn

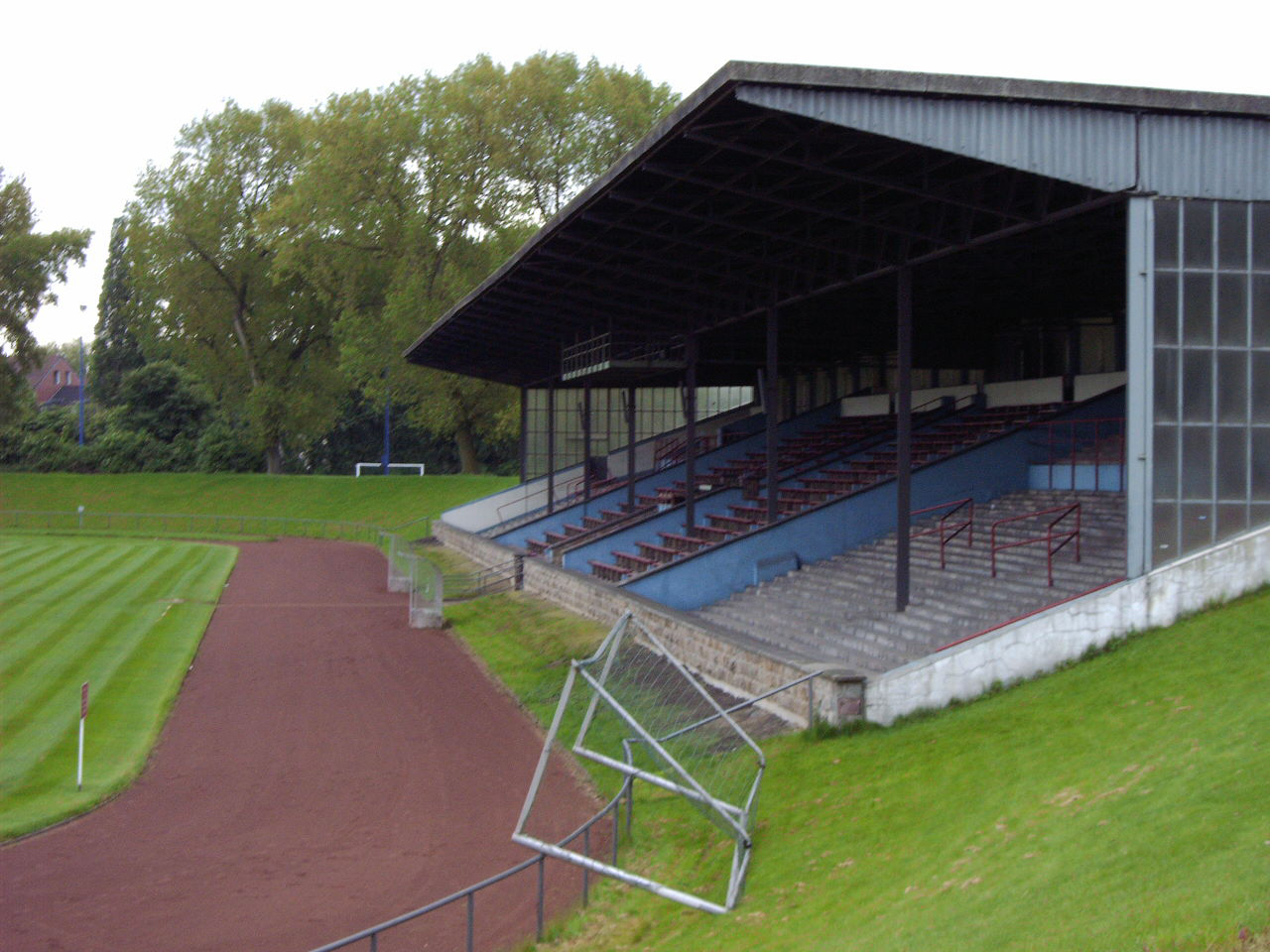
Glückauf-Kampfbahn 2005

Die Glückauf-Kampfbahn im Gelsenkirchener Stadtteil Schalke (offiziell Kampfbahn Glückauf) wurde auf dem Gelände der ehemaligen Zeche Consolidation errichtet und am 25. August 1928 mit einem Freundschaftsspiel zwischen dem FC Schalke 04 und dem SV Köln-Sülz eröffnet. Bis zum Bau des Parkstadions 1973 diente die Kampfbahn als Spielstätte der Gelsenkirchener.
- Die wichtigsten Fakten zur Glückauf-Kampfbahn in Kürze:
  - Fassungsvermögen: 34.000 Zuschauer
  - Einweihung am 29. August 1928
  - Zuschauerrekord: 70.000 im Jahr 1931
  - sie war bis 2005 die Spielstätte der Jugendmannschaften und der zweiten Mannschaft des FC Schalke 04

### Parkstadion

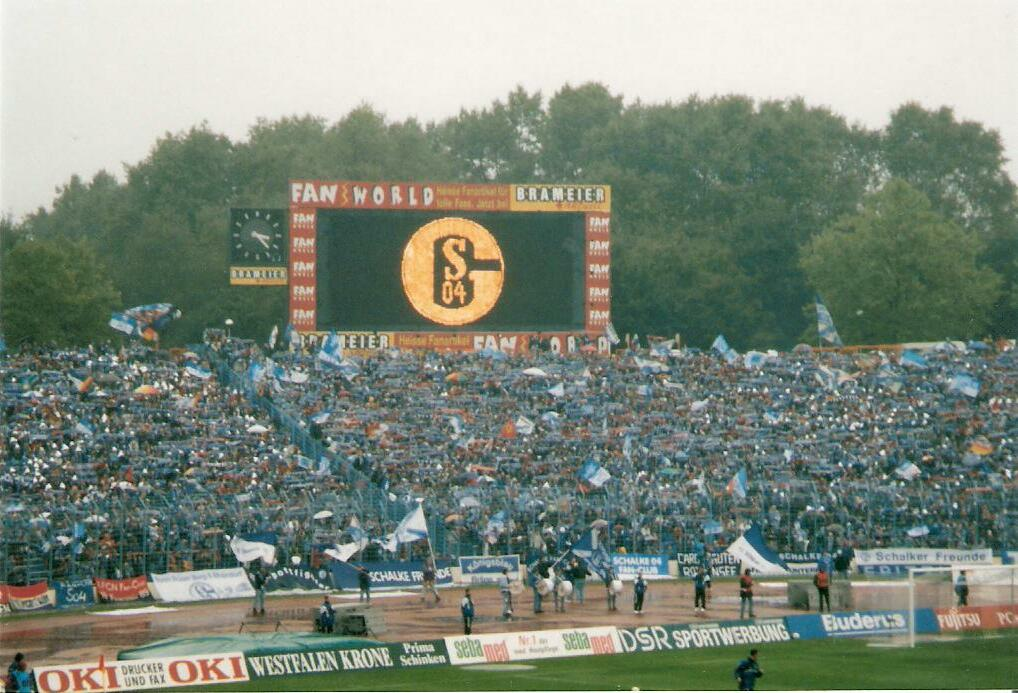
Parkstadion 1998

Das Parkstadion im Gelsenkirchener Stadtteil Erle war ein Fußball- und Leichtathletikstadion, in dem der FC Schalke 04 zwischen 1973 und 2001 seine Heimspiele austrug. Das Stadion fasste zunächst 70.600 Zuschauer, nach dem Umbau 1998 noch 62.004 Zuschauer. Nach dem Umzug des FC Schalke 04 in die Veltins-Arena war das Parkstadion weitgehend ungenutzt; daher wurde es 2004 teilweise abgerissen. Auf dem Gelände der ehemaligen Südkurve entstanden ein Rehazentrum und ein Hotel. Nach dem Teilabriss standen noch ca. 23.000 Plätze zur Verfügung. 2008 folgte die zweite Abrissphase. Anstelle des restlichen Parkstadions wurden seit Frühjahr 2015 Trainingsplätze und ein Stadion für 3.000 Besucher gebaut.
- Die wichtigsten Fakten zum Parkstadion in Kürze:
  - Einweihung am 4. August 1973 gegen Feyenoord Rotterdam
  - Fassungsvermögen: 70.600 Zuschauer, nach dem Umbau 1998 62.004 Zuschauer

### Veltins-Arena

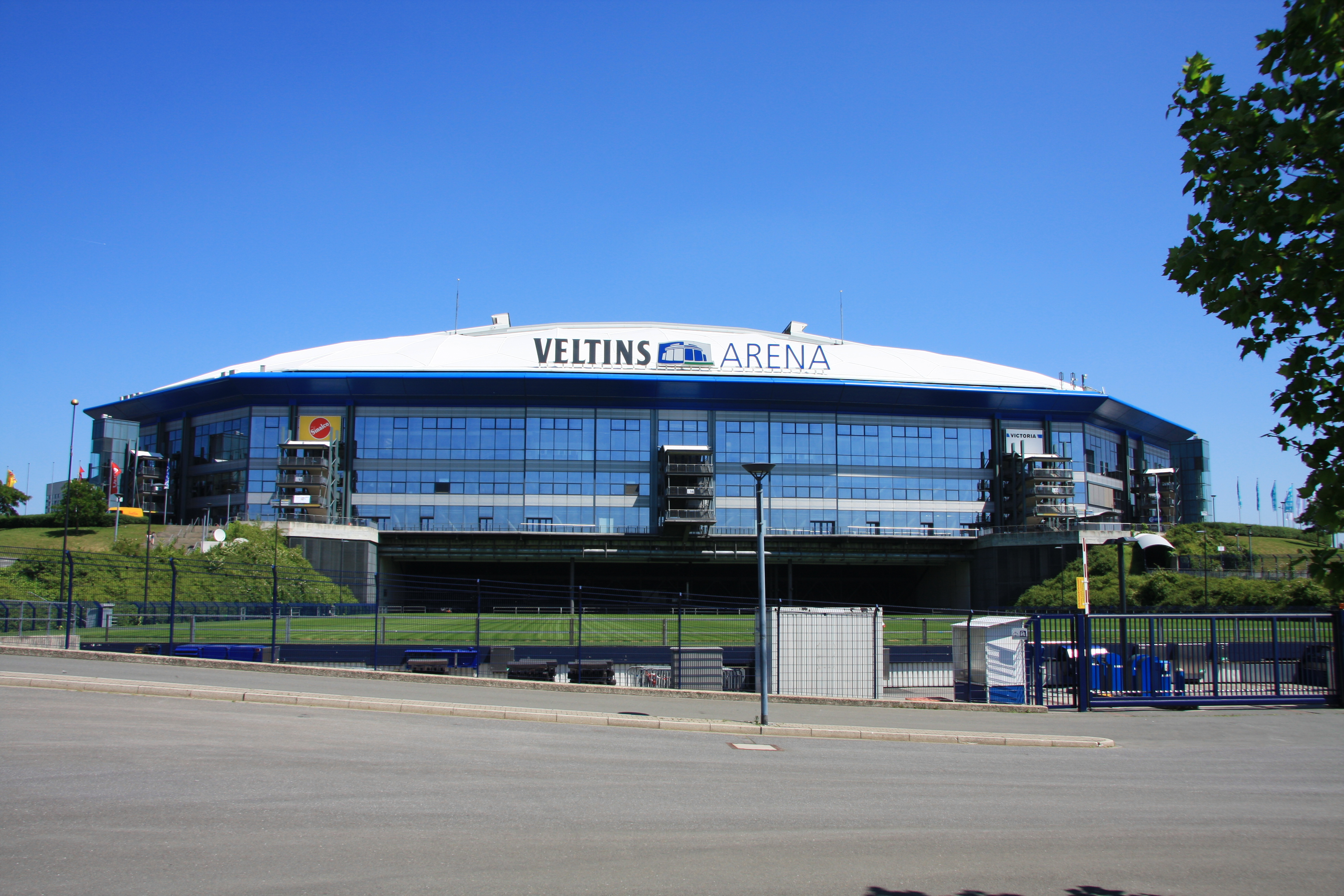
Veltins-Arena 2010

Die Veltins-Arena (bis 2005 Arena AufSchalke) im Gelsenkirchener Stadtteil Erle ist das aktuelle Stadion des FC Schalke 04. Es wurde im August 2001 nach knapp dreijähriger Bauzeit fertiggestellt und zählt zu den modernsten Stadien Europas. Bei Fußballspielen auf nationaler Ebene fasst die Arena 62.271 Zuschauer, bei internationalen Spielen aufgrund des Stehplatzverbots 54.740 Zuschauer. Das Multifunktionsstadion dient unter anderem auch als Veranstaltungsort für Konzerte, Opernaufführungen und einen regelmäßig stattfindenden Biathlonwettbewerb. Dabei kann die Zuschauerkapazität je nach Art der Veranstaltung durch Sitz- und Stehplätze im Innenraum auf maximal 78.996 Plätze erweitert werden. Gemäß UEFA-Stadioninfrastruktur-Reglement ist die Veltins-Arena ein Stadion der höchsten Kategorie 4; daher dürfen in der Veltins-Arena Endspiele der UEFA Champions League und der UEFA Europa League ausgerichtet werden, wie etwa das UEFA-Champions-League-Finale 2004.
- Die wichtigsten Fakten zur Veltins-Arena in Kürze:
  - Einweihung am 13. und 14. August 2001
  - Fassungsvermögen: 62.271 Zuschauer, bei internationalen Spielen: 54.740 Zuschauer
  - beherbergt das Vereinsmuseum des FC Schalke 04 und eine Kapelle

## Geschichte des Vereinslogos
Das Vereinswappen des FC Schalke 04 zeigt seit 1945 ein stilisiertes „G“, das den Schriftzug „S04“ umfasst. Das „G“ soll hierbei für die Stadt Gelsenkirchen stehen und wurde 1958 grafisch so gestaltet, dass es einen stilisierten Bergwerksschlägel – als Reminiszenz an die Gründungsjahre – herausbildet. Zwischenzeitlich bestand die Außenbegrenzung des Logos aus drei konzentrischen Kreisen, die den Schalker Kreisel der Vorkriegszeit visualisieren sollten.

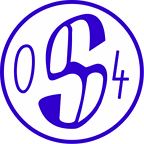
Vereinslogo von 1924 bis 1945
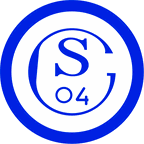
Vereinslogo von 1945 bis 1958
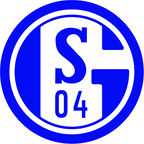
Vereinslogo von 1958 bis 1971
Vereinslogo von 1971 bis 1978
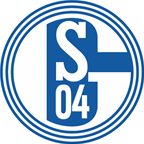
Vereinslogo von 1978 bis 1995
Vereinslogo seit 1995

## Erfolge

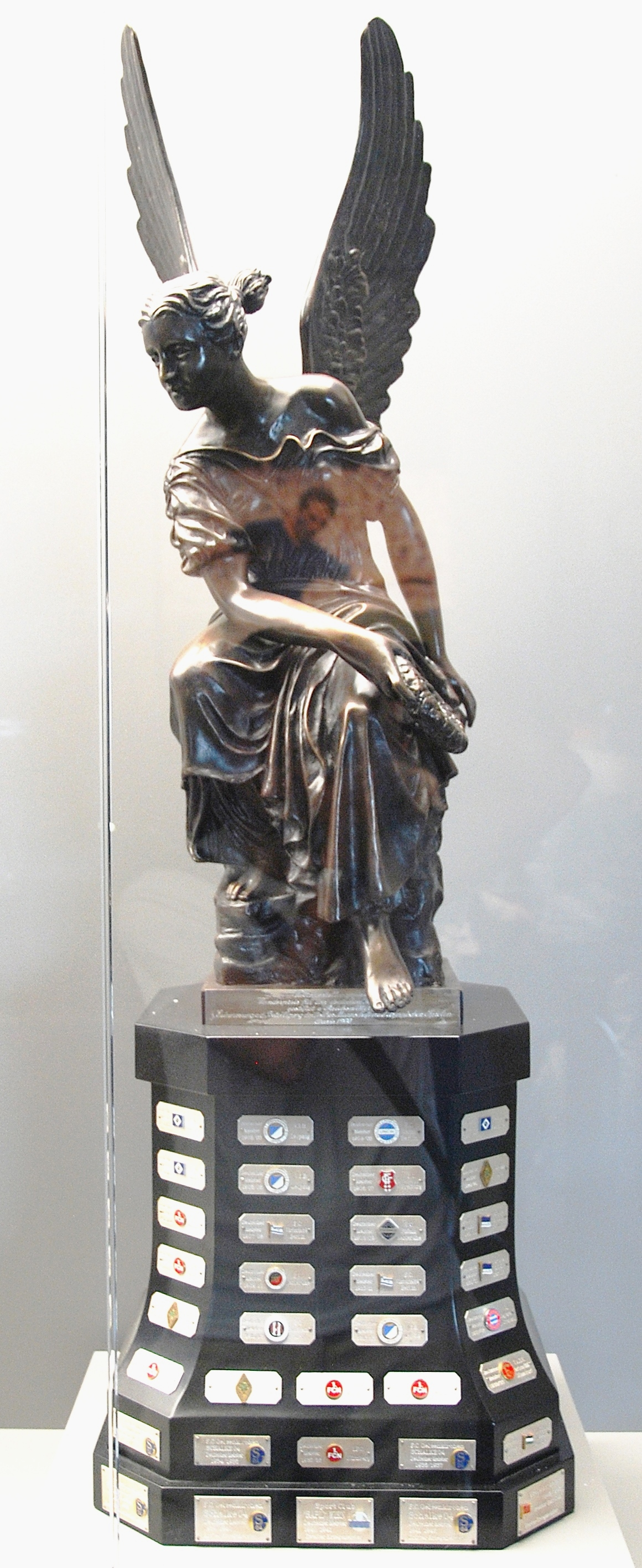
Zwischen 1934 und 1942 erhielt Schalke die Victoria sechs Mal

### International
- UEFA-Cup-Sieger
  - 1997 (1:0 und 0:1 [4:1 i. E.] gegen Inter Mailand)
- UI-Cup-Sieger
  - 2003 (2:0 und 0:0 gegen SV Pasching)
  - 2004 (2:1 und 1:0 gegen Slovan Liberec)
- Europapokal der Landesmeister/Champions League
  - 1959 Viertelfinale (0:3 und 1:1 gegen Atlético Madrid)
  - 2008 Viertelfinale (0:1 und 0:1 gegen den FC Barcelona)
  - 2011 Halbfinale (0:2 und 1:4 gegen Manchester United)
- Europapokal der Pokalsieger
  - 1970 Halbfinale (1:0 und 1:5 gegen Manchester City)

### Meisterschaftserfolge
- Deutscher Meister (sieben Mal):
  - 1934 (2:1 gegen 1. FC Nürnberg)
  - 1935 (6:4 gegen VfB Stuttgart)
  - 1937 (2:0 gegen 1. FC Nürnberg)
  - 1939 (9:0 gegen Admira Wien)
  - 1940 (1:0 gegen Dresdner SC)
  - 1942 (2:0 gegen First Vienna FC)
  - 1958 (3:0 gegen Hamburger SV)
  - darüber hinaus wurde der FC Schalke 04 zehnmal Vizemeister, zuletzt 2018
- Meister der zweiten Liga (drei Mal):
  - 1982
  - 1991
  - 2022
  - auch in der zweiten Liga wurde S04 einmal Vizemeister (1984)

Mit insgesamt sieben deutschen Meisterschaften liegt der FC Schalke 04 auf Platz 4 der vom DFB vergebenen Titel. Unter Berücksichtigung der DFV-Titel (DDR-Meisterschaften) belegt der Verein den sechsten Platz der meisten Meistertitel im deutschen Männerfußball.
In der ewigen Tabelle der Fußball-Bundesliga belegt Schalke Platz 8 (Stand: 2025).

### Pokalerfolge
- Tschammer- bzw. DFB-Pokalsieger (fünf Mal):
  - 1937 (2:1 gegen Fortuna Düsseldorf)
  - 1972 (5:0 gegen 1. FC Kaiserslautern)
  - 2001 (2:0 gegen 1. FC Union Berlin)
  - 2002 (4:2 gegen Bayer 04 Leverkusen)
  - 2011 (5:0 gegen MSV Duisburg)
  - darüber hinaus erreichte der FC Schalke 04 in sieben weiteren Spielzeiten das Pokalfinale, ohne zu gewinnen, zuletzt 2005
- DFL-Ligapokalsieger
  - 2005 (1:0 gegen VfB Stuttgart)
  - darüber hinaus erreichte der FC Schalke 04 in drei weiteren Spielzeiten das Ligapokalfinale, ohne zu gewinnen, zuletzt 2007
- DFL-Supercupsieger
  - 2011 (4:3 i. E. gegen Borussia Dortmund)
  - darüber hinaus erreichte der FC Schalke 04 in zwei weiteren Spielzeiten das Supercupfinale, ohne zu gewinnen, zuletzt 2010

Mit insgesamt fünf DFB-Pokalsiegen ist der FC Schalke 04 der dritterfolgreichste Verein in diesem Wettbewerb (gemeinsam mit Borussia Dortmund und Eintracht Frankfurt). Bei der Anzahl der Finalteilnahmen (insgesamt 12) liegt nur der FC Bayern München (23) vor dem FC Schalke 04.

## Vereinsstruktur des FC Schalke 04

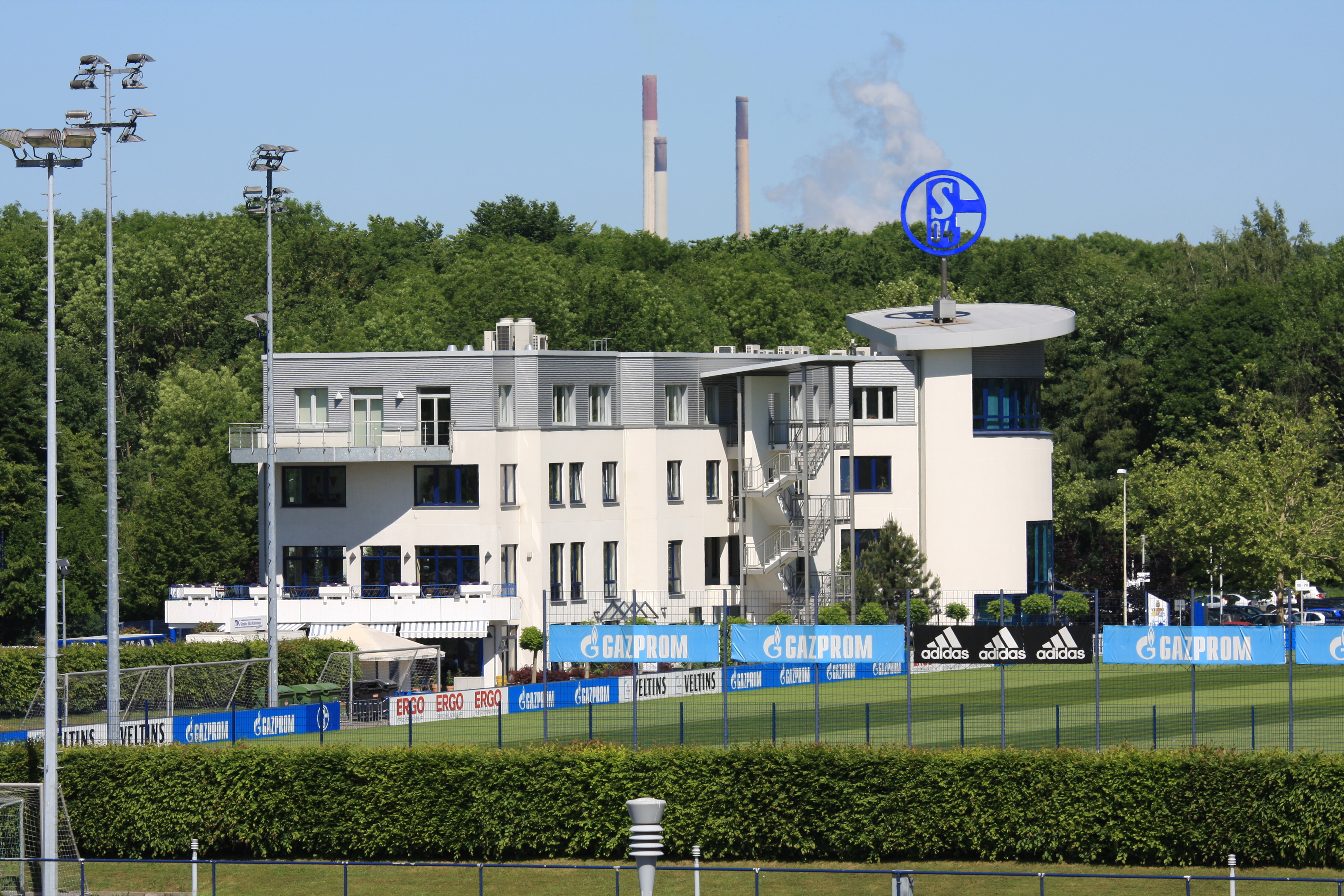
Die Geschäftsstelle des FC Schalke 04 in der Nähe der Veltins-Arena

Der FC Schalke 04 organisiert seine Lizenzspielerabteilung als einer der letzten Bundesligisten im eingetragenen Verein (e. V.). Die Mitgliederversammlung ist das oberste Beschlussorgan des Vereins und wählt sechs Mitglieder des Aufsichtsrats, der maximal aus elf Mitgliedern besteht. Ein weiteres Mitglied bestimmt der Sportbeirat (Abteilungen des Vereins), außerdem wird ein Mitglied aus dem „Schalker Fan-Club Verband“ (Eigenschreibweise, abgekürzt SFCV) entsendet. Des Weiteren besteht die Möglichkeit, dass der Aufsichtsrat außenstehende Personen kooptieren kann.
Der Aufsichtsrat bestellt und kontrolliert den Vorstand. Dieser ist für die ordnungsgemäße Wahrnehmung aller Vereinsaufgaben verantwortlich und besteht aus mindestens zwei, höchstens vier Mitgliedern. Der Aufsichtsrat wählt jährlich einen Vorsitzenden aus seiner Mitte. Aktueller Aufsichtsratsvorsitzender ist Axel Hefer. Alle Abteilungen des Vereins verfügen über je einen Abteilungsleiter, der die jeweilige Abteilungsversammlung leitet.

### Vorstand
- Matthias Tillmann, Vorstandsvorsitzender (seit 1. Januar 2024)[76]
- Christina Rühl-Hamers, Finanzen, Personal & Recht

### Aufsichtsrat
- Axel Hefer (bis 2026), Aufsichtsratsvorsitzender seit 18. Juli 2021

Von der Mitgliederversammlung regulär gewählt:
- Johannes Struckmeier (bis 2025), Mitglied des Vorstands & Leader ETL Global Sportdesk, ETL International AG Steuerberatungsgesellschaft
- Rolf Hasselhorst (bis 2025), Beirat ZUNFT AG
- Holger Brauner (bis 2026), Senior Manager/Prokurist bei PricewaterhouseCoopers GmbH, Niederlassung Essen
- Sven Kirstein (bis 2027), Senior Vertriebsmanager der DZ Bank AG
- Ender Ulupinar (bis 2027), Geschäftsführer und Gesellschafter Ulupinar und Hochhäuser TS GmbH

Vom Schalker Fan-Club Verband entsandt:
- Michael Riedmüller (bis 2027), Groß- und Außenhandelskaufmann in leitender Funktion

Vom Aufsichtsrat kooptiert:
- Harald Förster (bis 2025), Geschäftsführer der Stadtwerke Gelsenkirchen
- Frank Lotze (bis 2025), Selbstständiger Unternehmensberater, Executive Advisor & Partner Liqid Investment GmbH
- Steffi Jones (bis 2027), Fußballtrainerin

Vom Sportbeirat bestimmt:
- Pascal Krusch (bis 2027), Bildungsmanager Qualifizierung Vereins- und Verbandsmanagement, Deutscher Fußball-Bund e. V.

## Finanzielle Situation
Die Schulden des FC Schalke 04 (langfristige Verbindlichkeiten, kurzfristige Privatkredite, Anleihen und Investitionskredite zusammen) summierten sich 2017 auf 158 Millionen Euro und stiegen bis April 2021 auf mindestens 217 Millionen Euro. Die Bilanz wies ein Eigenkapital von Null Euro auf. Um die finanziellen Belastungen zu reduzieren, verzichteten die Profispieler seit 1. April 2020 auf Teile ihres Gehalts. Bauprojekte am Vereinsgelände (das „Tor auf Schalke“, das Gebäude mit Profi- und Nachwuchsleistungszentrum sowie der Geschäftsstelle) wurden nicht mehr umgesetzt.
Im Juli 2020 wurde bestätigt, dass das Land Nordrhein-Westfalen eine Bürgschaft über 40 Millionen Euro für den Verein bereitstellt. Der FC Schalke 04 zählt mit seinen über 500 Festangestellten in der Ruhrgebietsstadt Gelsenkirchen (ca. 260.000 Einwohner) zu den größeren Arbeitgebern.
Der Vorstand stellte auf der Mitgliederversammlung des Gesamtvereins am 16. November 2024 die Fördergenossenschaft „Auf Schalke eG“ vor. Ziel sei es, „den Verein für die kommenden Jahre und Jahrzehnte aufzustellen, ohne sich in die Abhängigkeit renditegetriebener Investoren begeben zu müssen“. Neben den 190.000 Mitgliedern des e. V. können auch juristische Personen wie Unternehmen und Vereine einen oder mehrere der 190.400 Anteile für je 250 Euro erwerben, was insgesamt ungefähr 50 Millionen Euro entspricht. Zeichnungsstart war der 22. Januar 2025. Bis Mitte März waren von über 7000 Mitgliedern Anteile im Gesamtwert von rund 7 Millionen Euro gezeichnet worden.

## Erste Mannschaft

### Kader 2025/26
- Stand: 16. August 2025[87]

| Nr.        | Nat.                    | Name                    | Geburtstag        | Im Verein seit | Vertrag bis | letzte Station               |
| ---------- | ----------------------- | ----------------------- | ----------------- | -------------- | ----------- | ---------------------------- |
| Tor        |                         |                         |                   |                |             |                              |
| 01         | Deutschland             | Loris Karius            | 22. Juni 1993     | 2025           | 2027        | Newcastle United             |
| 28         | Deutschland             | Justin Heekeren         | 27. November 2000 | 2022           | 2026        | Rot-Weiß Oberhausen          |
| 32         | Deutschland             | Luca Podlech            | 23. März 2005     | 2016           | 2028        | SV Leithe [Jugend]           |
| Abwehr     |                         |                         |                   |                |             |                              |
| 02         | Argentinien             | Felipe Sánchez          | 7. April 2004     | 2024           | 2028        | Gimnasia                     |
| 04         | Turkei                  | Hasan Kuruçay           | 31. August 1997   | 2025           | 2027        | Oud-Heverlee Leuven          |
| 05         | Deutschland             | Timo Becker             | 25. März 1997     | 2025           | 2029        | Holstein Kiel                |
| 17         | Schweiz                 | Adrian Gantenbein       | 18. April 2001    | 2024           | 2028        | FC Winterthur                |
| 21         | Belgien                 | Martin Wasinski         | 7. April 2004     | 2024           | 2028        | KV Kortrijk                  |
| 22         | Mali                    | Ibrahima Cissé          | 15. Februar 2001  | 2022           | 2026        | KAA Gent                     |
| 25         | Bosnien und Herzegowina | Nikola Katić            | 10. Oktober 1996  | 2025           | 2028        | FC Zürich                    |
| 26         | Tschechien              | Tomáš Kalas             | 15. Mai 1993      | 2023           | 2027        | Bristol City                 |
| 30         | Deutschland             | Anton Donkor            | 11. November 1997 | 2024           | 2027        | Eintracht Braunschweig       |
| 33         | Deutschland             | Vitalie Becker II       | 3. März 2005      | 2013           | 2027        | SV Zweckel [Jugend]          |
| 41         | Deutschland             | Henning Matriciani      | 14. März 2000     | 2020           | 2026        | SV Lippstadt 08              |
| 43         | Turkei                  | Mertcan Ayhan           | 8. September 2006 | 2014           | 2028        | TuS Rotthausen [Jugend]      |
| 49         | Frankreich              | Tidiane Touré           | 5. November 2004  | 2024           | 2028        | 1. FC Köln II                |
| Mittelfeld |                         |                         |                   |                |             |                              |
| 06         | Deutschland             | Ron Schallenberg        | 6. Oktober 1998   | 2023           | 2026        | SC Paderborn 07              |
| 08         | Deutschland             | Amin Younes             | 6. August 1993    | 2024           | 2026        | al-Ettifaq                   |
| 14         | Deutschland             | Janik Bachmann          | 6. Mai 1996       | 2024           | 2027        | Hansa Rostock                |
| 16         | Uruguay                 | Mauro Zalazar           | 13. April 2005    | 2024           | 2028        | FC Granada [Jugend]          |
| 18         | Ghana                   | Christopher Antwi-Adjei | 7. Februar 1994   | 2024           | 2026        | VfL Bochum                   |
| 23         | Deutschland             | Soufiane El-Faouzi      | 13. Juli 2002     | 2025           | 2029        | Alemannia Aachen             |
| 37         | Deutschland             | Max Grüger              | 24. Mai 2005      | 2012           | 2028        | SSV Buer [Jugend]            |
| Sturm      |                         |                         |                   |                |             |                              |
| 09         | Mali                    | Moussa Sylla            | 25. November 1999 | 2024           | 2028        | FC Pau                       |
| 10         | Senegal                 | Pape Meïssa Ba          | 4. Juli 1997      | 2025           | 2028        | Grenoble Foot                |
| 11         | Frankreich              | Bryan Lasme             | 14. November 1998 | 2023           | 2027        | Arminia Bielefeld            |
| 15         | Danemark                | Emil Højlund            | 4. Januar 2005    | 2024           | 2028        | FC Kopenhagen                |
| 19         | Turkei                  | Kenan Karaman           | 5. März 1994      | 2022           | 2028        | Beşiktaş Istanbul            |
| 24         | Frankreich              | Ilyes Hamache           | 11. Februar 2003  | 2024           | 2028        | FC Valenciennes              |
| 39         | Deutschland             | Peter Remmert           | 9. Juli 2005      | 2024           | 2028        | VfL Osnabrück [Jugend]       |
| 47         | Togo                    | Zaid Tchibara           | 21. Februar 2006  | 2023           | 2028        | Bayer 04 Leverkusen [Jugend] |

### Transfers der Saison 2025/26
| Zugänge            | Zugänge                            | Zugänge |
| Spieler            | Abgebender Verein                  |         |
| Sommerpause 2025   | Sommerpause 2025                   |         |
| ------------------ | ---------------------------------- | ------- |
| Timo Becker        | Holstein Kiel                      |         |
| Soufiane El-Faouzi | Alemannia Aachen                   |         |
| Nikola Katić       | FC Zürich                          |         |
| Hasan Kuruçay      | Oud-Heverlee Leuven                |         |
| Bryan Lasme        | Grasshopper Club Zürich (Leihende) |         |
| Henning Matriciani | SV Waldhof Mannheim (Leihende)     |         |
| Martin Wasinski    | Jong KRC Genk (Leihende)           |         |

| Abgänge              | Abgänge                          | Abgänge |
| Spieler              | Aufnehmender Verein              |         |
| Sommerpause 2025     | Sommerpause 2025                 |         |
| -------------------- | -------------------------------- | ------- |
| Mehmet Can Aydin     | Eintracht Braunschweig           |         |
| Aymen Barkok         | Vertragsende; Ziel unbekannt     |         |
| Niklas Barthel       | Vertragsende; Ziel unbekannt     |         |
| Dominick Drexler     | Karriereende                     |         |
| Ralf Fährmann        | Vertragsende; Ziel unbekannt     |         |
| Ron-Thorben Hoffmann | Eintracht Braunschweig *         |         |
| Emmanuel Gyamfi      | FC Aberdeen *                    |         |
| Marcin Kamiński      | Wisła Płock                      |         |
| Michael Langer       | Karriereende                     |         |
| Tobias Mohr          | Standard Lüttich                 |         |
| Derry Murkin         | FC Utrecht                       |         |
| Steve Noode          | Union Titus Petingen (Leihe) *** |         |
| Tim Schmidt          | SGV Freiberg                     |         |
| Paul Seguin          | Hertha BSC                       |         |
| Lino Tempelmann      | Eintracht Braunschweig *         |         |
| nach Saisonbeginn    |                                  |         |
| Taylan Bulut         | Beşiktaş Istanbul                |         |

### Aktueller Trainerstab
Stand: 4. Juli 2025
| Nat.               | Name             | Funktion        |
| Trainerstab        | Trainerstab      | Trainerstab     |
| ------------------ | ---------------- | --------------- |
| Osterreich         | Miron Muslić     | Cheftrainer     |
| England            | Eddie Lattimore  | Co-Trainer      |
| Vereinigte Staaten | Adin Osmanbašić  | Co-Trainer      |
| Deutschland        | Tim Hoogland     | Co-Trainer      |
| Turkei             | Volkan Ünlü      | Torwarttrainer  |
| Deutschland        | Alexander Storck | Athletiktrainer |

## Knappenschmiede
Präsident Günter Eichberg holte 1991 Bodo Menze als Nachwuchskoordinator zum FC Schalke 04. Die Nachwuchsarbeit lag zu dieser Zeit bei den meisten Vereinen brach. Menze führte professionelle Strukturen ein. Er installierte mit Manfred Dubski, Norbert Elgert und Lothar Matuschak hauptamtliche Trainer, die zum Erfolg der Schalker Nachwuchsarbeit in den kommenden Jahrzehnten beitrugen. 1993 initiierte er eine Zusammenarbeit mit der Gesamtschule Berger Feld, um die Schul- und Fußballausbildung der Nachwuchstalente enger zu koordinieren. Ein Jahr später entstand in Kooperation mit dem Landessportbund Nordrhein-Westfalen und dem Ministerium des Innern des Landes Nordrhein-Westfalen das „Talentförderprojekt Gelsenkirchen“. 2007 wurde die Gesamtschule Berger Feld unter der Leitung des Schulleiters Georg Altenkamp als erste Schule in NRW vom DFB als Eliteschule des Fußballs ausgezeichnet. Seit 2011 heißt das Nachwuchsleistungszentrum Knappenschmiede. Im Januar 2015 wurde sie bei der Zertifizierung der Nachwuchsleistungszentren im Auftrag von DFB und DFL nach 2012 wiederholt mit der höchsten zu vergebenen Punktzahl von drei Sternen ausgezeichnet. Von 2014 bis Ende Juli 2017 war Oliver Ruhnert Direktor. Für die sportliche Leitung ist Mathias Schober zuständig und für die administrative Leitung Till Beckmann. Zum April 2024 wurde Raffael Tonello als sportlicher Leiter des Nachwuchsleistungszentrums und Top-Talente-Scout installiert. Im Zuge dessen gab der Verein die Trennung von Mathias Schober bekannt.

### Zweite Mannschaft

#### Kader in der Saison 2024/25
- Stand: 28. August 2024[92]

| Nat.        | Spieler       | Jahrgang |
| Deutschland | Julius Paris  | 2001     |
| Deutschland | Faaris Yusufu | 2005     |

| Nat.        | Spieler               | Jahrgang |
| Deutschland | Ngufor Anubodem       | 2004     |
| Deutschland | Tim Schmidt           | 2002     |
| Deutschland | Malik Talabidi        | 2001     |
| Frankreich  | Tidiane Touré         | 2004     |
| Deutschland | Pablo Zahnen Martínez | 2005     |

| Nat.        | Spieler        | Jahrgang |
| Deutschland | Tim Albutat    | 1992     |
| Deutschland | Felix Allgaier | 2003     |
| Deutschland | Tim Giesen     | 2003     |
| Bulgarien   | Nedzhib Hadzha | 2005     |
| Luxemburg   | Timothé Rupil  | 2003     |
| Deutschland | Yannick Tonye  | 2004     |

| Nat.        | Spieler               | Jahrgang |
| Deutschland | Simon Breuer          | 2003     |
| Deutschland | Philip Buczkowski     | 2005     |
| Deutschland | Niklas Frese          | 2005     |
| Korea Sud   | Seok-ju Hong          | 2003     |
| Deutschland | Pierre-Michel Lasogga | 1991     |

#### Spielstätten
Heimspielstätten waren bis Dezember 2005 die Glückauf-Kampfbahn, von Januar 2006 bis 2008 das Fürstenbergstadion, von 2008 bis 2012 die Mondpalast-Arena und von 2012 bis 2017 die Mondpalast-Arena sowie das Jahnstadion. Zwischen 2017 und 2019 wurden die Heimspiele auf einem Trainingsplatz des Vereinsgeländes ausgetragen. Ab 2019 wurden bis zur Fertigstellung des Parkstadions erneut die Mondpalast-Arena und das Bottroper Jahnstadion als Heimspielstätten genutzt.

#### Ligazugehörigkeit
Die 2. Mannschaft spielt seit 2019 wieder in der höchsten Amateurspielklasse. Bereits in den 60ern war dies erstmals der Fall.
| Zeitraum  | Liganame                 | Spielklasse   |
| --------- | ------------------------ | ------------- |
| 1964–1966 | Verbandsliga Westfalen 1 | drittklassig  |
| 1966–1968 | Landesliga Westfalen 4   | viertklassig  |
| 1968–1978 | Landesliga Westfalen 3   | viertklassig  |
| 1978–1980 | Verbandsliga Westfalen 2 | viertklassig  |
| 1980–1981 | Landesliga Westfalen 3   | fünftklassig  |
| 1981–1983 | Bezirksliga Westfalen 13 | sechstklassig |
| 1983–1986 | Landesliga Westfalen 3   | fünftklassig  |
| 1986–1992 | Verbandsliga Westfalen 1 | viertklassig  |
| 1992–1994 | Oberliga Westfalen       | drittklassig  |
| 1994–1995 | Oberliga Westfalen       | viertklassig  |
| 1995–1997 | Verbandsliga Westfalen 2 | fünftklassig  |
| 1997–2003 | Oberliga Westfalen       | viertklassig  |
| 2003–2004 | Regionalliga Nord        | drittklassig  |
| 2004–2008 | Oberliga Westfalen       | viertklassig  |
| 2008–2017 | Regionalliga West        | viertklassig  |
| 2017–2019 | Oberliga Westfalen       | fünftklassig  |
| 2019–     | Regionalliga West        | viertklassig  |

#### DFB-Pokal
1994 und 2001 qualifizierte sich die Amateurmannschaft als Finalist des Westfalenpokals für den DFB-Pokal. In der Saison 1994/95 schied sie in der ersten Runde mit 0:2 gegen den VfL Wolfsburg aus und in der Saison 2001/02 schied sie in der ersten Runde mit 0:1 gegen den VfL Bochum aus.

#### Trainer
| - 1992–1995: Klaus Fischer - 1995–2002: Klaus Täuber - 2002–2005: Gerhard Kleppinger - 2005–2008: Mike Büskens - 2008: Sven Kmetsch - 2008–2009: Markus Högner | - 2009–2010: Oliver Ruhnert - 2010–2011: Michael Boris - 2011–2014: Bernhard Trares - 2014–2017: Jürgen Luginger - 2017–2018: Onur Cinel - 2018–2022: Torsten Fröhling | - seit 2022: Jakob Fimpel |

### Jugendmannschaften
Sowohl die A-Jugend als auch die B-Jugend spielen in der jeweiligen höchsten Spielklasse für diese Altersstufen, der U17- bzw. U19-Bundesliga. Die C-Jugend spielt in der Regionalliga West. Trainiert wird die A-Jugend von Norbert Elgert, die B-Jugend von Onur Cinel und die C-Jugend von Willi Landgraf.

#### Erfolge A-Jugend
- Deutscher Meister: 1976, 2006, 2012, 2015
  - Vizemeister: 1975, 1980, 1981, 2018
- DFB-Junioren-Vereinspokalsieger: 2002, 2005
  - Finalist: 1993, 1997, 2014

#### Erfolge B-Jugend
- Deutscher Meister: 1978, 2002, 2022
  - Vizemeister: 1977, 1980
- Junioren-NRW-Ligapokalsieger: 2021

#### Bekannte Spieler aus der Jugendabteilung
Aufgrund der relativ hohen Zahl von Spielern, die den Sprung aus der Jugendabteilung in den Profibereich geschafft haben, genießt die Jugendarbeit des FC Schalke 04 einen ausgezeichneten Ruf in der Fußballwelt. Folgende ehemalige Spieler der Schalker Jugendabteilung waren vor ihrem Profidebüt mindestens ein Jahr lang in dieser aktiv und haben mindestens 50 Spiele in den fünf „großen“ Ligen Bundesliga (beziehungsweise vor 1963 in der Oberliga), Premier League, Primera División, Serie A und Ligue 1 absolviert (in der Klammer ist das Geburtsjahr des Spielers angegeben). Fettgedruckte Spieler stehen im aktuellen Profikader des FC Schalke 04:
- Rüdiger Abramczik (1956)
- Kaan Ayhan (1994)
- Alexander Baumjohann (1987)
- Hans-Jürgen Becher (1941)
- Karl-Heinz Bechmann (1944)
- Ulrich van den Berg (1949)
- Ulrich Bittcher (1957)
- Sebastian Boenisch (1987)
- Siegfried Bönighausen (1955)
- Hans-Günter Bruns (1954)
- Niko Bungert (1986)
- Dieter Burdenski (1950)
- Michael Delura (1985)
- Kerem Demirbay (1993)
- Norbert Dörmann (1958)
- Julian Draxler (1993)
- Peter Ehmke (1953)
- Ralf Fährmann (1988)
- Marvin Friedrich (1995)
- Waldemar Gerhardt (1939)
- İlkay Gündoğan (1990)
- Tamás Hajnal (1981)
- Mike Hanke (1983)
- Tim Hoogland (1985)
- Benedikt Höwedes (1988)
- Werner Ipta (1942)
- Helmut Jagielski (1934)
- Sascha Jusufi (1963)
- Thilo Kehrer (1996)
- Bernhard Klodt (1926)
- Harald Klose (1945)
- Sead Kolašinac (1993)
- Willi Koslowski (1937)
- Thomas Kruse (1959)
- Pierre-Michel Lasogga (1991)
- Otto Laszig (1934)
- Danny Latza (1989)
- Jens Lehmann (1969)
- Reinhard Libuda (1943)
- Joel Matip (1991)
- Philipp Max (1993)
- Weston McKennie (1998)
- Christoph Metzelder (1980)
- Max Meyer (1995)
- Winfried Mittrowski (1938)
- Manuel Neuer (1986)
- Michael Opitz (1962)
- Mesut Özil (1988)
- Christian Pander (1983)
- Stiven Rivić (1985)
- Leroy Sané (1996)
- Mathias Schipper (1957)
- Mathias Schober (1976)
- Klaus Senger (1945)
- Sérgio da Silva Pinto (1980)
- Jörg Sobiech (1969)
- Filip Tapalović (1976)
- Bernd Thiele (1956)
- Olaf Thon (1966)
- Filip Trojan (1983)
- Moritz Volz (1983)
- Hans-Joachim Wagner (1955)
- Christian Wetklo (1980)
- Wolfram Wuttke (1961)
- Carlos Zambrano (1989)

## Traditionself
Die Traditionself wurde in den 1960er Jahren von Günter Siebert, Heiner Kördell und Willi Koslowski als jetzt eigenständige Abteilung des FC Schalke 04 gegründet. Für sie spielen ehemalige Spieler des FC Schalke 04.
Abteilungsleiter ist seit 2015 Olaf Thon, Martin Max ist sein Stellvertreter und Thomas Kruse der Sportwart. Der Kader besteht aus 118 Mitgliedern (Stand: 04/2021), wovon 25–30 regelmäßig aktiv sind und auf Einladung von Partnern von Schalke 04, Jubiläums- und Benefizveranstaltungen, Vereinen und Fanclubs, etwa 40 Spiele pro Jahr bestreiten mit Spielorten u. a. in Österreich, USA, St. Petersburg und Usbekistan. Trainiert wird einmal wöchentlich, mindestens vierzig Mal im Jahr, unter dem Cheftrainer der Traditionself Klaus Fichtel und Co-Trainer Rüdiger Abramczik.
Freude am Fußball, Werbung für den Fußball sowie Repräsentation für den FC Schalke 04, seine Sponsoren und führende Partner sind die Motivation der Traditionself.

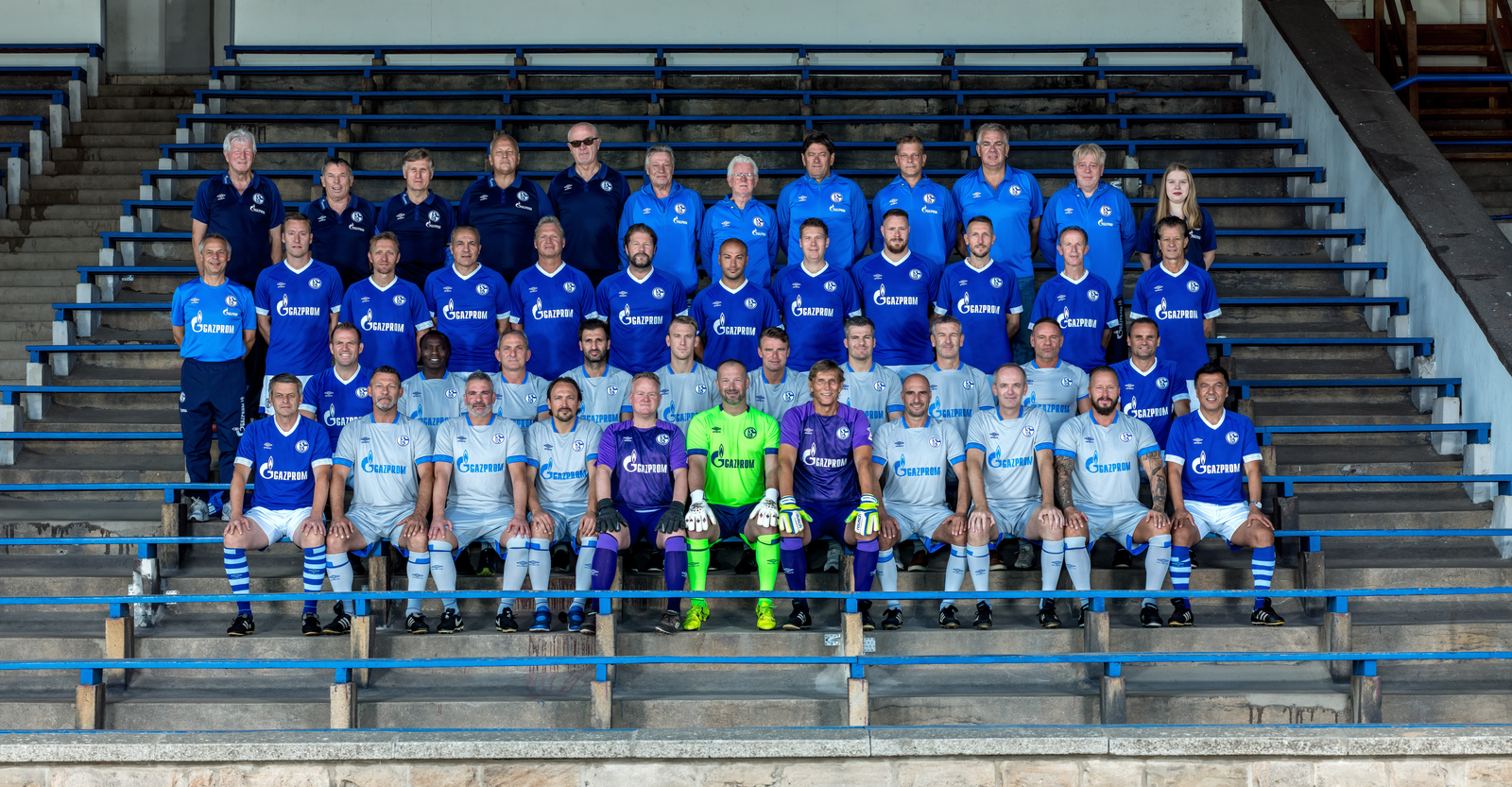
Mannschaftsposter 2018 der Traditionself Schalke 04

Mitglieder der Traditionself sind unter anderem:
| - Rüdiger Abramczik - Ingo Anderbrügge - Gerald Asamoah - Mike Büskens - Klaus Fichtel - Klaus Fischer - Bjarne Goldbæk | - Matthias Herget - Thomas Kruse - Jürgen Luginger - Martin Max - Jiří Němec - Peter Sendscheid - Olaf Thon |

## Bekannte ehemalige Spieler, Trainer und Funktionäre

### Die Schalker Jahrhundertelf

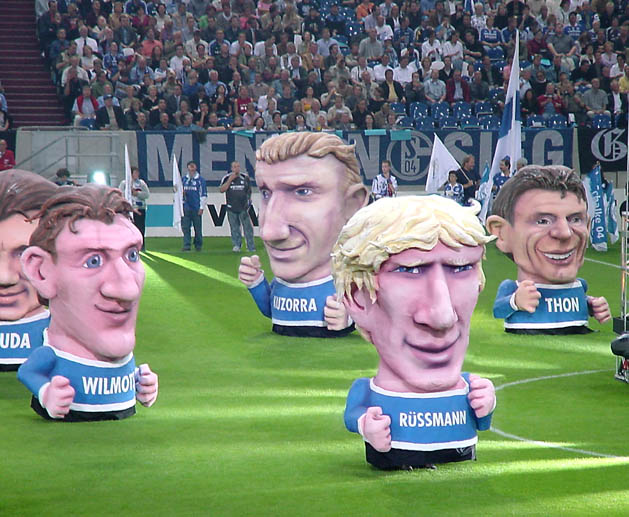
Großplastiken der Jahrhundertelf-Spieler von Jacques Tilly (2001)

Mehr als 10.000 Anhänger des FC Schalke 04 wählten im Jahr 1999 „ihre“ Mannschaft des Jahrhunderts:
- Torhüter[98]
  - Norbert Nigbur: Weltmeister 1974 – allerdings ohne Einsatz im Turnier, da als Torhüter Sepp Maier gesetzt war; galt als „Elfmetertöter“,[99] hielt im Pokalhalbfinale 1972 im Elfmeterschießen drei von elf Schüssen und verwandelte selbst.
- Abwehr[98]
  - Klaus Fichtel: Der älteste Feldspieler, der je in der Bundesliga auflief. 552 Bundesligaspiele zwischen 1965 und 1988, davon 477 für Schalke – Vereinsrekord. Mit seinem Namen wortspielend und weil er in der Abwehr stand wie ein Baum, wurde er „Tanne“ gerufen.
  - Rolf Rüssmann: Beständiger Abwehrrecke, von 1969 bis 1980 bei Schalke. Mit 134 Bundesligaspielen in Folge königsblauer Rekordhalter ohne Verletzung, Formkrise oder Sperre. Später kurzzeitig Manager des Vereins.
  - Olaf Thon: Gerade 18 Jahre alt geworden, erzielte er drei Tore im Pokalhalbfinale beim 6:6 gegen Bayern, eroberte einen Stammplatz im Mittelfeld und feierte noch im selben Jahr das Debüt im DFB-Dress. Kam nach einem Zwischenspiel in München als Verteidiger zurück und gehörte noch 2002 zum Kader des Pokalsiegers. Er ist zudem einer der neun Ehrenspielführer des Vereins (Mannschaftskapitän von 1995 bis 1996; 1997 bis 2000).[100]
- Mittelfeld[98]
  - Marc Wilmots: Ein kämpferischer Spieler aus der „Eurofighter“ genannten Mannschaft, der er 1996/97 mit vielen entscheidenden Toren den Weg zum UEFA-Cup-Triumph ebnete. Fans tauften ihn „Willi, das Kampfschwein“. Übernahm 2003 für wenige Wochen auch das Traineramt. Ist seit Januar 2024 Sportdirektor des Vereins.[101]
  - Fritz Szepan: Sechs Meisterschaften, Pokalsieg, zwei WM-Teilnahmen, Kapitän der deutschen Nationalmannschaft. Aktiv über zwei Jahrzehnte und mitverantwortlich für den Aufstieg in den 1920ern und die Erfolge der 1930er Jahre. Nicht unumstritten, da er beim Erwerb seines Textilgeschäfts in Gelsenkirchen von der „Arisierung“ profitierte. Dennoch in den 1960ern zwei Jahre Vereinspräsident.
  - Ernst Kuzorra: Um ihn und seinen Schwager Fritz Szepan drehte sich der „Schalker Kreisel“. Personifiziert als Spieler, Trainer, Obmann (Manager) und Talentsichter in einer Person die Meistermannschaft der 1930er und 1940er Jahre, deren Spielführer er war. Ehrenbürger der Stadt; der Weg, an dem die Geschäftsstelle des Vereins liegt, ist nach ihm benannt. Er gehört zudem zu den neun Ehrenspielführern des Vereins (Mannschaftskapitän von 1928 bis 1948).[100]
  - Ingo Anderbrügge: Der ehemalige Dortmunder krönte seine zwölf Jahre bei Schalke mit dem Gewinn des UEFA-Cups, erhielt jedoch nie eine Berufung in die DFB-A-Auswahl. Siebtbester Bundesliga-Torschütze der Schalker.[102] Spezialität des Linksfußes: Freistöße und Elfmeter.

- Sturm[98]

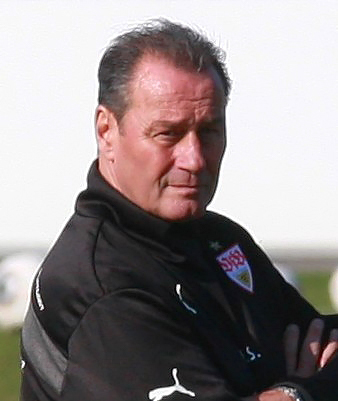
Jahrhunderttrainer Huub Stevens (2014)

  - Reinhard „Stan“ Libuda: Libuda erhielt seinen Spitznamen in Anlehnung an Stanley Matthews, dessen bekanntesten Fußballtrick auch Libuda beherrschte. Als einer der „technisch versiertesten und populärsten Rechtsaußen seiner Zeit“[103] war er mit der deutschen Nationalelf WM-Dritter 1970. Seine Karriere in Deutschland endete mit seiner Verwicklung in den Bundesliga-Skandal. Er ist zudem einer der neun Ehrenspielführer des Vereins (Mannschaftskapitän von 1969 bis 1972).[100]
  - Klaus Fischer: Berühmt machten ihn seine akrobatischen wie erfolgreichen Fallrückzieher. 1977 erzielte er im Länderspiel gegen die Schweiz einen Treffer per Fallrückzieher, der später zum deutschen Tor des Jahrhunderts gewählt wurde. 182 Bundesligatreffer für Schalke sind noch immer Bestmarke im Verein.[102] Er ist zudem einer der neun Ehrenspielführer des Vereins (Mannschaftskapitän von 1976 bis 1980; 1981).[100]
  - Rüdiger Abramczik: Der Rechtsaußen, von Fans und in der Presse als „Flankengott“ bezeichnet, flankte erst an Klaus Fischer und wurde später selbst gefährlicher Torschütze. Bei seinem Debüt 1973 war er der bis dahin jüngste Spieler aller Zeiten in der Bundesliga.

Zum Trainer der Jahrhundertelf wurde Huub Stevens gewählt.

### Ehrenspielführer
Auf der Mitgliederversammlung 2008 wurden neun ehemalige Mannschaftskapitäne zu Ehrenspielführern ernannt. 2023 wurde Benedikt Höwedes gewählt.
- Thomas Student: Mannschaftskapitän von 1916 bis 1928
- Ernst Kuzorra: Mannschaftskapitän von 1928 bis 1948
- Hermann Eppenhoff: Mannschaftskapitän von 1949 bis 1955
- Berni Klodt: Mannschaftskapitän von 1955 bis 1962
- Manfred Kreuz: Mannschaftskapitän von 1962 bis 1968
- Stan Libuda: Mannschaftskapitän von 1969 bis 1972
- Klaus Fischer: Mannschaftskapitän von 1976 bis 1980, 1981
- Olaf Thon: Mannschaftskapitän von 1995 bis 1996, 1997 bis 2000
- Tomasz Wałdoch: Mannschaftskapitän von 2000 bis 2004
- Benedikt Höwedes: Mannschaftskapitän von 2011 bis 2017

### Ehrenkabine
Auf der Mitgliederversammlung 2008 wurde die Einrichtung einer vereinseigenen Ruhmeshalle beschlossen. In der Ehrenkabine finden bedeutende Spieler und Trainer des FC Schalke 04 ihren Platz. Dazu zählen neben dem Vereinsgründer Willy Gies, auch die Ehrenspielführer und Mitglieder der 1999 gewählten Jahrhundertelf.
Mitglieder der Ehrenkabine:

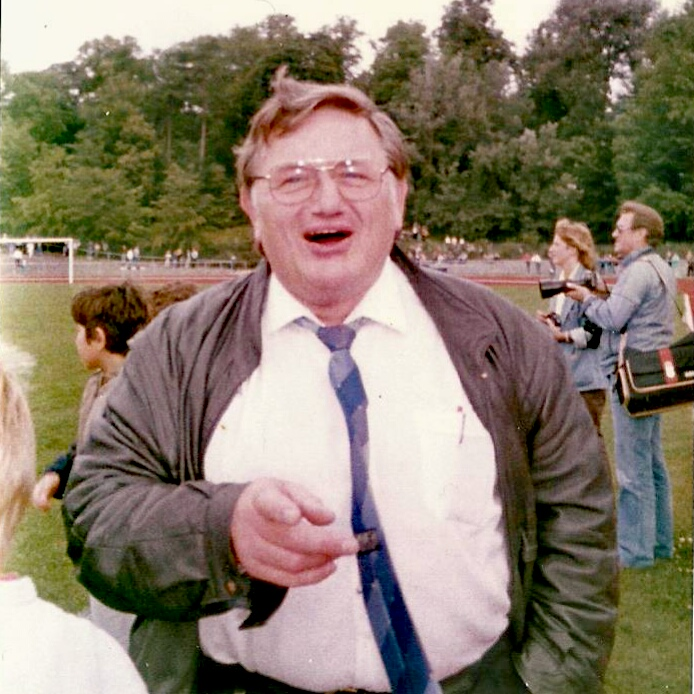
Charly Neumann (1987)

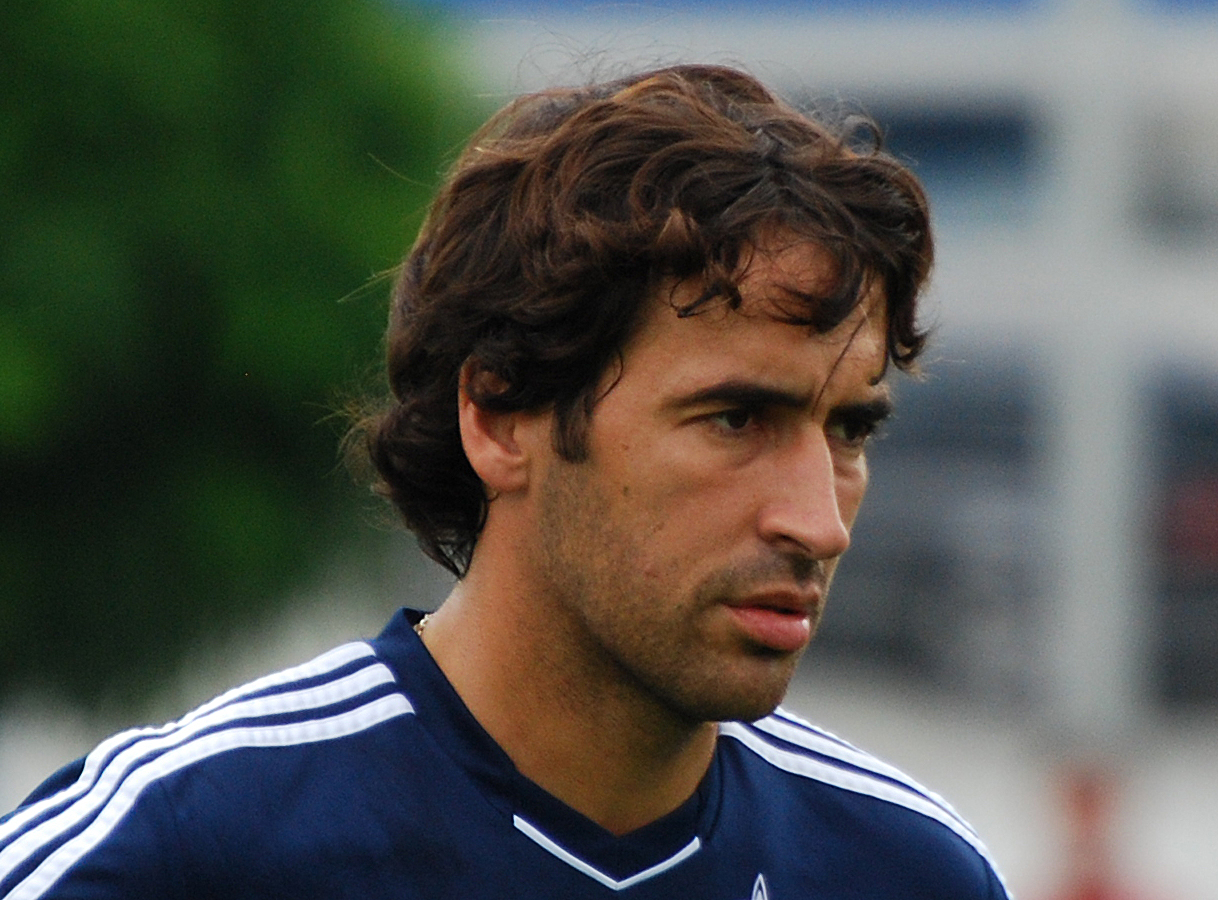
Raúl (2011)

- Willy Gies: Spieler von 1904 bis 1914; Vereinsgründer
- Eduard Frühwirth: Trainer von 1954 bis 1959; Deutscher Meister 1958
- Ernst Kalwitzki: Spieler von 1933 bis 1942; Deutscher Meister 1934, 1935, 1937, 1939, 1940, 1942, Pokalsieger 1937
- Charly Neumann: Mannschaftsbetreuer von 1976 bis 2008
- Ebbe Sand: Spieler von 1999 bis 2006; Pokalsieger 2001, 2002
- Herbert Lütkebohmert: Spieler von 1968 bis 1979; Pokalsieger 1972
- Jiří Němec: Spieler von 1993 bis 2002; UEFA-Cup-Sieger 1997, Pokalsieger 2001, 2002
- Otto Tibulski: Spieler von 1930 bis 1948; Deutscher Meister 1934, 1935, 1937, 1939, 1940, 1942, Pokalsieger 1937
- Marcelo Bordon: Spieler von 2004 bis 2010
- Rudi Assauer: Manager von 1981 bis 1986 und von 1993 bis 2006
- Gerald Asamoah: Spieler von 1999 bis 2010; Pokalsieger 2001, 2002
- Raúl: Spieler von 2010 bis 2012; Pokalsieger 2011
- Adolf Urban: Spieler von 1926 bis 1943; Meister 1934, 1935, 1937, 1939, 1942, Pokalsieger 1937
- Norbert Elgert: Spieler von 1975 bis 1976 und 1978 bis 1982; Nachwuchstrainer seit 1996
- Willi Koslowski: Spieler von 1955 bis 1966; Deutscher Meister 1958
- Fritz Unkel: Funktionär von 1912 bis 1915, 1919 bis 1932 und 1933 bis 1939, Deutscher Meister 1934, 1935, 1937, 1939
- Michael Büskens: Spieler von 1992 bis 2002; UEFA-Cup-Sieger 1997, Pokalsieger 2001, 2002
- Ernst Poertgen: Spieler von 1934 bis 1938; Deutscher Meister 1935, 1937, Pokalsieger 1937
- Ivica Horvat: Trainer von 1971 bis 1975; Pokalsieger 1972

## Mitglieder und Fans

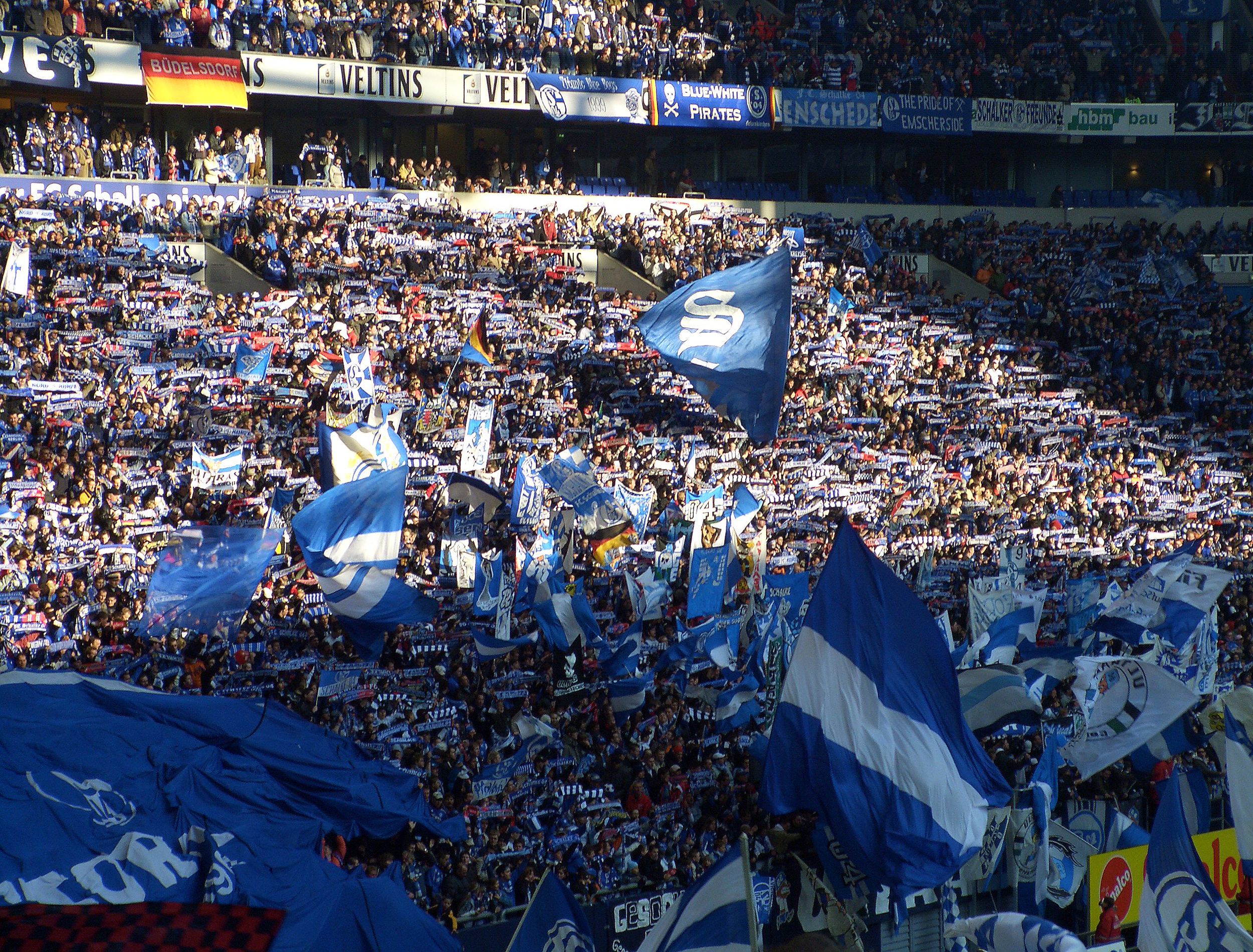
Die als „Nordkurve“ bekannte Schalker Fankurve im Jahr 2006

Die Mitgliederzahl des Vereins wuchs von 21.983 im Jahr 2000 auf 92.876 im Jahr 2010 und rund 186.000 im Juli 2024. Damit liegt der FC Schalke 04 in Deutschland auf Platz drei und weltweit auf Platz sechs der Liste der mitgliederstärksten Sportvereine. Eine Darstellung der Mitgliederstruktur im Jahr 2014 zeigte unter anderem einen Frauenanteil von 20 % und einen Anteil der Altersgruppe bis zu 10 Jahren von 14 %. Rund 30 % der Mitglieder stammten nicht aus Nordrhein-Westfalen. Außer aus Gelsenkirchen (10.197 Mitglieder) und seinen unmittelbaren Nachbarstädten stammten die Mitglieder auch aus entfernteren Städten wie Köln (1117), Berlin (932) oder Dortmund (800).
Der Mitgliederzuwachs wird durch Werbeaktionen des Vereins gefördert, wie ab Februar 2005 die Aktion „Schalker werben Schalker“ oder ab 2015 die Aktion „Kumpel werden auf Schalke“.

### Schalker Fan-Club Verband
Der Schalker Fan-Club Verband (SFCV) wurde am 12. August 1978 von zehn Schalke-Fanclubs in Gelsenkirchen gegründet. Ziel der Gründung war es, größeres Gehör beim Verein zu finden, da es zum Zeitpunkt der Gründung noch keine Fanbetreuung beim S04 gab. Der Dachverband vertrat 2014 laut eigener Aussage rund 1.000 Fanclubs mit über 80.000 Mitgliedern, 2017 waren es rund 870 Fanclubs.
Der Fan-Club Verband ist seit 2009 Mitglied in der „Interessensgemeinschaft Unsere Kurve“, einem vereinsübergreifenden Sprachrohr und Lobby für Fußballfans gegenüber dem DFB, der DFL und der Politik. Mit dem Sprachrohr gibt der SFCV auch ein eigenes Vereinsmagazin heraus, in dem aktuelle Themen rund um Schalke 04 und den Verband behandelt werden. Zusätzlich bietet der Verband an Spieltagen mehrere Anlaufstellen im Umfeld der Arena und am Gelsenkirchener Hauptbahnhof für die Stadionbesucher an. Für Auswärtsspiele gibt es ein sogenanntes „Fanmobil“ in der Nähe der Gästeblöcke, an das sich die Fans wenden können. Außerdem betreibt der Fan-Club Verband zwei Fankneipen, die an Spieltagen geöffnet haben. Des Weiteren hat ein Vorstandsmitglied des SFCV einen festen Sitz im Aufsichtsrat des FC Schalke 04. Im Jahr 2013 traten mit den Ultras Gelsenkirchen und später dem Supportersclub sowie der Schalker Fan-Initiative e. V. mehrere mitgliederstarke Fangruppierungen aus dem SFCV aus, da sie die Fan-Interessen nach Zusammenschluss des SFCV mit der Fan-Abteilung des Vereins nicht mehr ausreichend vertreten sahen.

### Fanfreundschaften

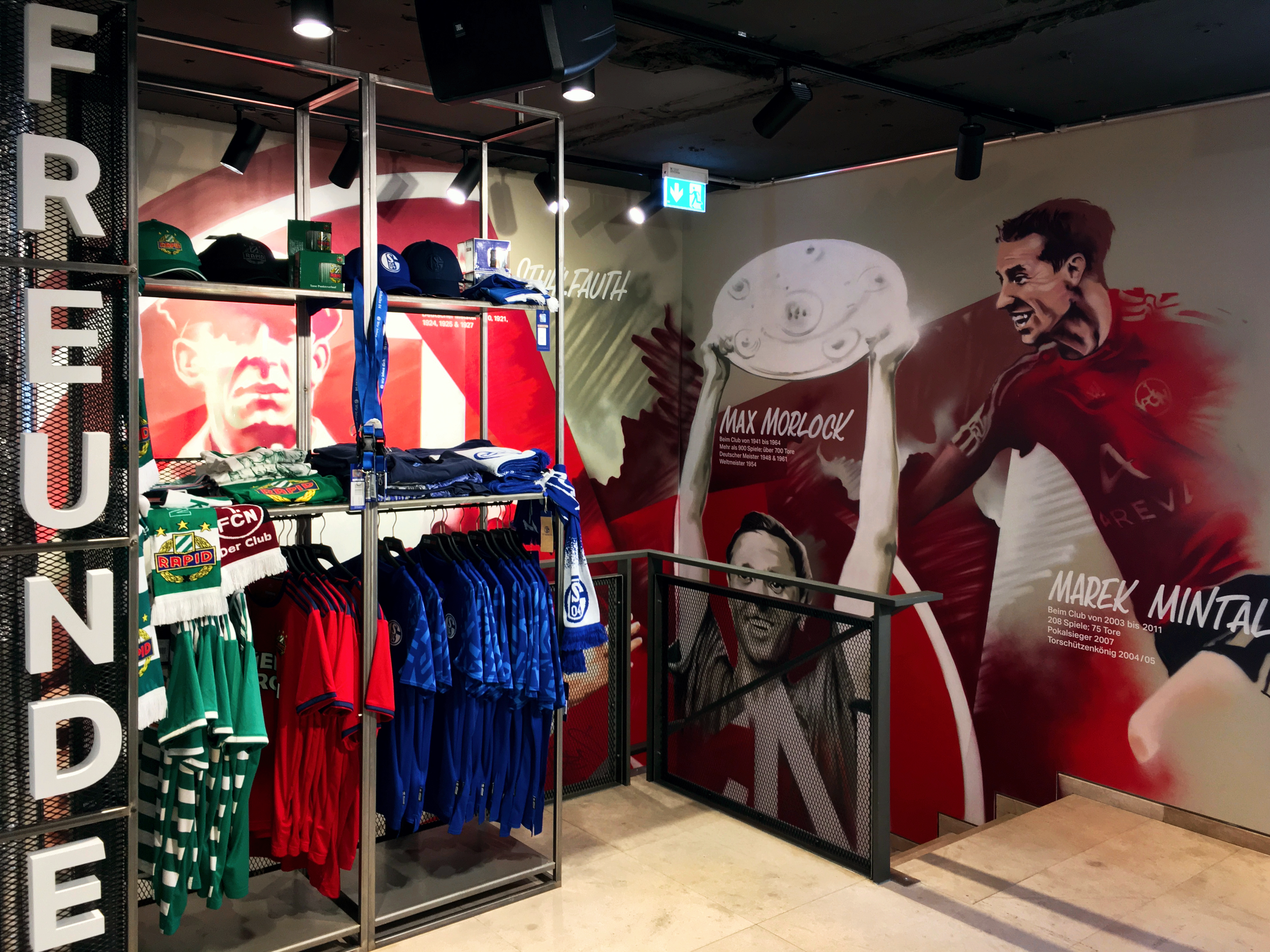
Schalke-Trikots in einem Fanshop des 1. FC Nürnberg (2019)

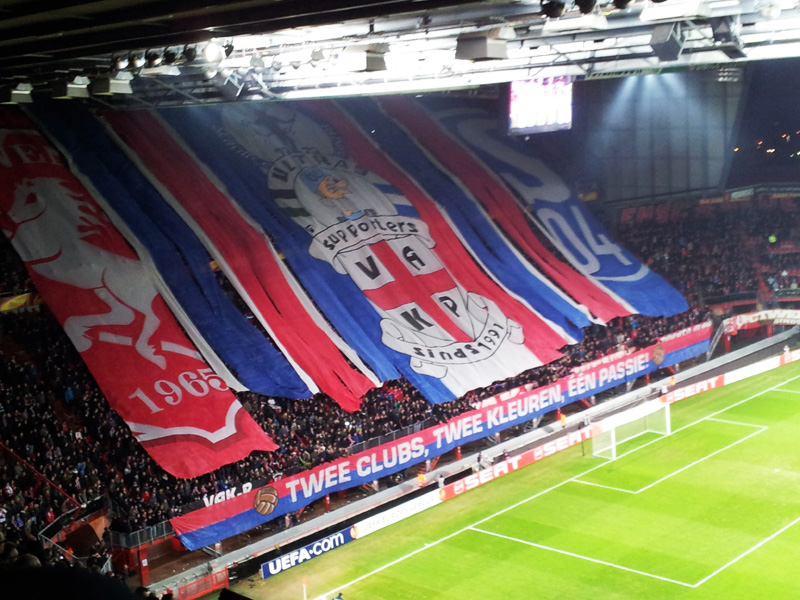
Choreographie beim Auswärtsspiel gegen den FC Twente Enschede 2012

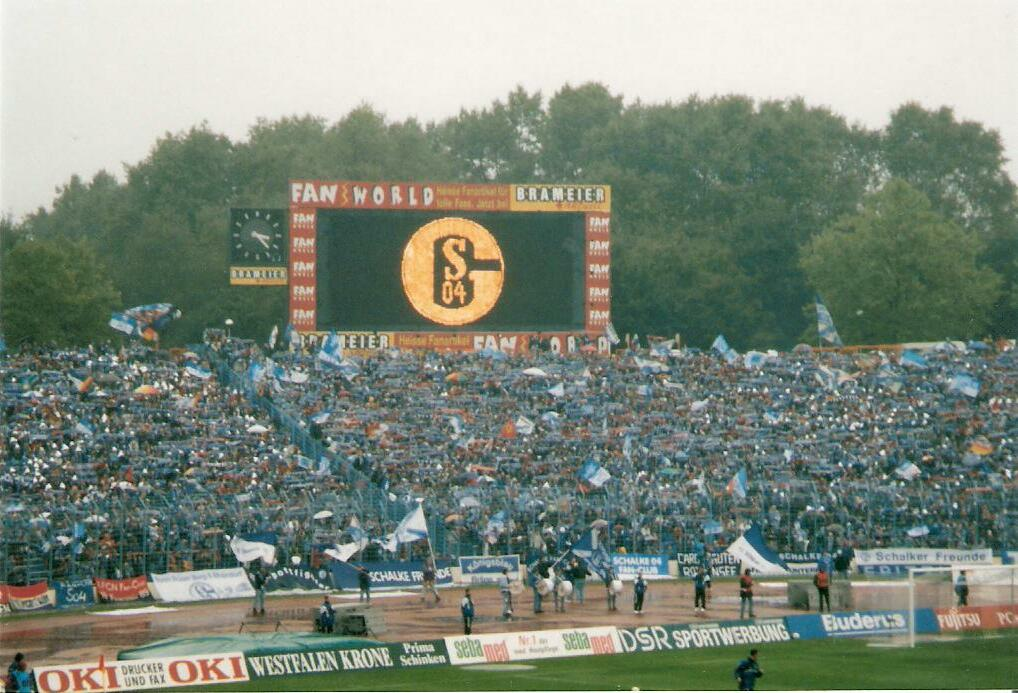
Gemischte Blöcke und Fahnen bei einem Heimspiel gegen den 1. FC Nürnberg (1998)

Die Fans des S04 unterhalten seit Anfang der 1980er Jahre eine innige Fanfreundschaft mit den Anhängern des 1. FC Nürnberg. So kann man bei fast jedem Spiel des FCN im Ruhrgebiet Schalker im Block der Nürnberger antreffen. Umgekehrt wird der FC Schalke 04 von den Cluberern im Süden, zum Beispiel in München oder Stuttgart, unterstützt. Für die Ursache dieser ersten intensiven Fanfreundschaft in Deutschland gibt es zahlreiche Varianten, deren gemeinsamer Kern eine Begegnung zwischen Nürnberger Mitgliedern des Fanklubs Red Devils und Schalker Gelsen-Szene ist. Einmal war es eine zufällige Begegnung bei einer Zugfahrt, ein anderes Mal die gemeinsame Verbrüderung bei einer Auseinandersetzung mit Bayernfans. Eine weitere Variante geht auf eine erste indirekte Begegnung durch eine Reportage des Stern über Schalke-Fans zurück, die auf den Fotos auch Aufnäher des 1. FCN trugen. Bis heute gilt die Qualität der Verbundenheit zwischen Clubfans und Anhängern des FC Schalke 04 als „in der deutschen Fußballlandschaft einmalig“. Erstmals offiziell zelebriert wurde die Freundschaft am 14. Dezember 1991 mit offiziell genehmigten bengalischen Feuern und Fahnenkorso im Frankenstadion.
Seit den 1990er Jahren gibt es eine Freundschaft mit den Fans des FC Twente Enschede. Aufgrund der Nähe zwischen Gelsenkirchen und Enschede (nur rund 80 Kilometer Luftlinie), kommt es an fast jedem Spieltag zu Besuchen bei den Heimspielen des jeweils anderen Clubs.
Seit dem Spiel in der 3. Runde im UEFA Intertoto Cup 2004 gegen Vardar Skopje aus Mazedonien besteht eine Freundschaft zwischen den beiden Fanlagern, wobei diese von Schalker Seite aus überwiegend von der Ultra-Szene getragen wird.
Eine heute nicht mehr existente Freundschaft ist die zum Wuppertaler SV. Sie entstand in den 1970er Jahren, die Wuppertaler standen damals auch in „Kutte“ zwischen den Schalker Fans in der Nordkurve des Parkstadions. In dieser Zeit gab es den Fangesang „Schalke und der WSV“ zu hören, wie später „Schalke und der FCN“. Aufgrund der unterschiedlichen Ligenzugehörigkeit fand diese Fanfreundschaft jedoch wenig Beachtung in den Medien.

### Rivalitäten
Eine äußerst stark ausgeprägte sportliche Rivalität besteht traditionell zwischen Schalke und Dortmund. Das Revierderby erregt regelmäßig nicht nur unter den Bewohnern des Ruhrgebiets große Aufmerksamkeit.
Besonderes Konkurrenzdenken herrscht außerdem zwischen Schalke und Rot-Weiss Essen, welches jedoch aufgrund der seit Jahrzehnten unterschiedlichen Ligenzugehörigkeit für die Schalker an Bedeutung verloren hat, für die Essener Fans hingegen immer noch recht wichtig ist. Spätestens seit dem dramatischen Saisonfinale in der Bundesliga 2000/01, das der Verein als „Meister der Herzen“ beendete, gibt es bei vielen Schalke-Anhängern eine Antipathie gegenüber dem FC Bayern München.
Eine einseitige Abneigung geht von Anhängern vom Hertha BSC aus. Vorausgegangen waren der Bundesliga-Skandal und ein Sieg der Schalker gegen Hertha am „grünen Tisch“: Nachdem die Berliner das Hinspiel in der Erstrunde des DFB-Pokals 1:3 verloren hatten, gewannen sie ihr Heimspiel 3:0. Wegen des Einsatzes des mit einer Vorsperre belegten Spielers Zoltán Varga wurde die Partie jedoch fünf Wochen später als 2:0-Sieg der Schalker gewertet. Für Schalke kamen aber auch sieben Spieler zum Einsatz, die von Arminia Bielefeld bestochen wurden. Um eine Sperre zu umgehen, schworen sie unter Eid Unschuld – am Ende der Saison 1971/72 holte Schalke den DFB-Pokal. Seit diesem Ereignis nennen Hertha-Fans den FC Schalke „FC Meineid“. Bei offiziellen Mitteilungen von Hertha BSC zu Spielen gegen Schalke 04, wird der Club oftmals nur als „Gelsenkirchen“ bezeichnet. In den 1980er Jahren gab es bei Auswärtsspielen der Berliner im Ruhrgebiet häufig Ausschreitungen zwischen Mitgliedern der Gewalt suchenden Gruppen „Gelsen-Szene“ und „Hertha-Frösche“. Nach dem Aufstieg der Hertha in die Bundesliga und dem Rückgang der Hooligan-Szene ging auch das Interesse der Schalker an dieser Rivalität zurück. Sie wird heute fast ausschließlich von Hertha-Fans gepflegt.

### Prominente Fans des FC Schalke 04
Prominente Fans von Schalke 04 sind die Schauspieler Peter Lohmeyer (Sprecher in der Dokumentation 100 Schalker Jahre), Leonard Lansink, Peter Nottmeier, Veronica Ferres, Martin Brambach und Sophia Thomalla.
Ebenfalls zu den Schalke-Fans zählen die Sportkommentatoren Werner Hansch (von 1973 bis 1978 Stadionsprecher auf Schalke, Sprecher des Hörbuches zur 100-Jahr-Dokumentation), Manfred Breuckmann und Ulli Potofski, die Moderatoren Matthias Killing, Charlotte Würdig, Charlotte Roche und Vanessa Huppenkothen, sowie die Fernsehköche Mario Kotaska, Nelson Müller, Holger Stromberg, Frank Rosin und Björn Freitag, der auch als Mannschaftskoch für Schalke tätig ist.
Fans aus der Sportwelt sind der ehemalige Triathlonprofi Andreas Niedrig und der olympische Zehnkampf-Silbermedaillengewinner Frank Busemann. Aus der Musik- und Unterhaltungsbranche Schlagersänger Olaf Henning, die Sängerin Lary, die Rapper Pillath und Weekend, der Sänger, Autor und Theaterregisseur Schorsch Kamerun, der DJ und Musikproduzent Moguai, der Kabarettist und Kicker-Kolumnist HG. Butzko, Christos „Chris“ Manazidis vom Comedy-Trio Bullshit TV und die Sängerin, Fernsehdarstellerin (Spotlight) und Influencerin Lisa Küppers. Prominenter Fan aus dem Wissenschaftsbetrieb ist der Soziologe Armin Nassehi.
Der Missionar und „Häuptling der Aschanti“ Fritz Pawelzik war Ehrenmitglied des Vereins.
Im November 2014 gründeten 11 SPD-Bundestagsabgeordnete den „S04-Fanclub der SPD-Bundestagsfraktion“, unter ihnen der damalige Bundesaußenminister und heutige Bundespräsident Frank-Walter Steinmeier, der SPD-Finanzexperte Joachim Poß aus Gelsenkirchen und Michelle Müntefering aus Herne. 2016 firmierte der Fanclub als „Kuppelknappen“ mit der Bundestagsabgeordneten Martina Stamm-Fibich als Vorsitzender, 2022 lag der Vorsitz bei dem Gelsenkirchener Bundestagsabgeordneten Markus Töns. Ein weiterer Fan aus der Politik ist die Vizepräsidentin des Deutschen Bundestags Katrin Göring-Eckardt von Bündnis 90/Die Grünen. Auch der ehemalige Bundesjustizminister Marco Buschmann (FDP), gebürtiger Gelsenkirchener, zeigt sich gern im Schalke-Trikot.
Überregionale Bekanntheit erlangte das Fan-Original Karl-Heinz „Catweazle“ Olschewski (1943–2013), der über Jahrzehnte die Fankultur in der Nordkurve des Parkstadions mitprägte. Seine Markenzeichen waren lange Haare, ein zotteliger Bart, Fan-Kutte und eine stets mitgeführte Trommel, mit der er auf einem der Lautsprechermasten saß und Stimmung machte. Einen gewissen Kultstatus unter den Schalke-Fans genießt auch Wilhelm Plenkers, der auf Schalke als „Trompeten-Willy“ bekannt ist. Den Spitznamen verdankt er seiner stets mitgeführten Trompete, auf der er häufig während der Spiele ein kurzes Signal spielt, worauf die Fans mit dem Ausruf „Attacke!“ antworten.

### Vereinslieder und Fangesänge

Melodie und erste Textzeile zu Blau und Weiß, wie lieb’ ich dich

- Steigerlied in der Version von Erwin „Ährwin“ Weiss[158][159] – wird vor dem Einlaufen angestimmt.
- Blau und Weiß, wie lieb’ ich dich – das offizielle Vereinslied wird beim Einlauf der Mannschaften gespielt.[160][161][162]
- Ein Leben lang – wird als Torhymne verwendet.[163]
- Königsblauer S04 – nach dem Abpfiff der Partie.[164][165]
- Lieder des als „Ruhrpott-Barde“ bekannten Sängers Erwin „Ährwin“ Weiss werden häufig bei Heimspielen gespielt.

- Schalke 04, Liebe im Revier
- Mäusken, willze mit mich Eis essen gehen?
- Wenn ein Schalker Junge weint

- Wir sind Schalker[170][171] – aus dem Jahr 2005 mit der Mannschaft um Trainer Ralf Rangnick.
- Immer auf Schalke (Opa Pritschikowski)[172][173] – existiert auch, in fast derselben Form, unter dem Titel Opa Luscheskowski[174][175] bei Rot-Weiss Essen. Es ist nicht bekannt, wer das Lied zuerst verwendet hat.[176]
- Wir schlugen Roda[177] – angelehnt an die Melodie von Oh My Darling, Clementine,[178] das während der UEFA-Pokal-Saison 96/97 entstand und bisweilen bei Europapokalspielen angestimmt wird.
- Steht auf, wenn ihr Schalker seid[179] – entstand ebenfalls in der UEFA-Pokal-Saison 96/97 als Kontrafaktur von Go West der Village People beziehungsweise Pet Shop Boys.[180]
- Mythos vom Schalker Markt[181] – ist Fangesängen der Mannschaft Vardar Skopjes nachempfunden.
- Eine Träne von ihr- von Heino mit der Zeile „eine Träne von ihr, ist wie wenn Schalke verliert“.[182]
- Schalke und der WSV – Fangesang in den 1970er Jahren.
- Schalke und der FCN, Gesang zur Freundschaft zwischen Fans beider Clubs.[183]
- Wir sind Schalker, asoziale Schalker.[184]

### Maskottchen
Das offizielle Maskottchen des FC Schalke 04 ist der Knappe „Erwin“. Seine Rückennummer ist die „04“, in Anlehnung an das Gründungsjahr des Vereins. Durch das Stadionheft Schalker Kreisel war Erwin bereits vor seinem Amtsantritt als Maskottchen im Jahr 1995 bei den Fans bekannt. Darin kommentiert er im Nordkurven Kommentar humorvoll das aktuelle Geschehen in der Fußballwelt. Sein Vorgänger war ein Maulwurf namens „Wühli“. Dieser war jedoch kein Vereinsangestellter im Kostüm, sondern eine normale Plüschfigur, die von Charly Neumann auf den Schultern durch das Parkstadion getragen wurde.

### Gemeinschaftsgrabfeld

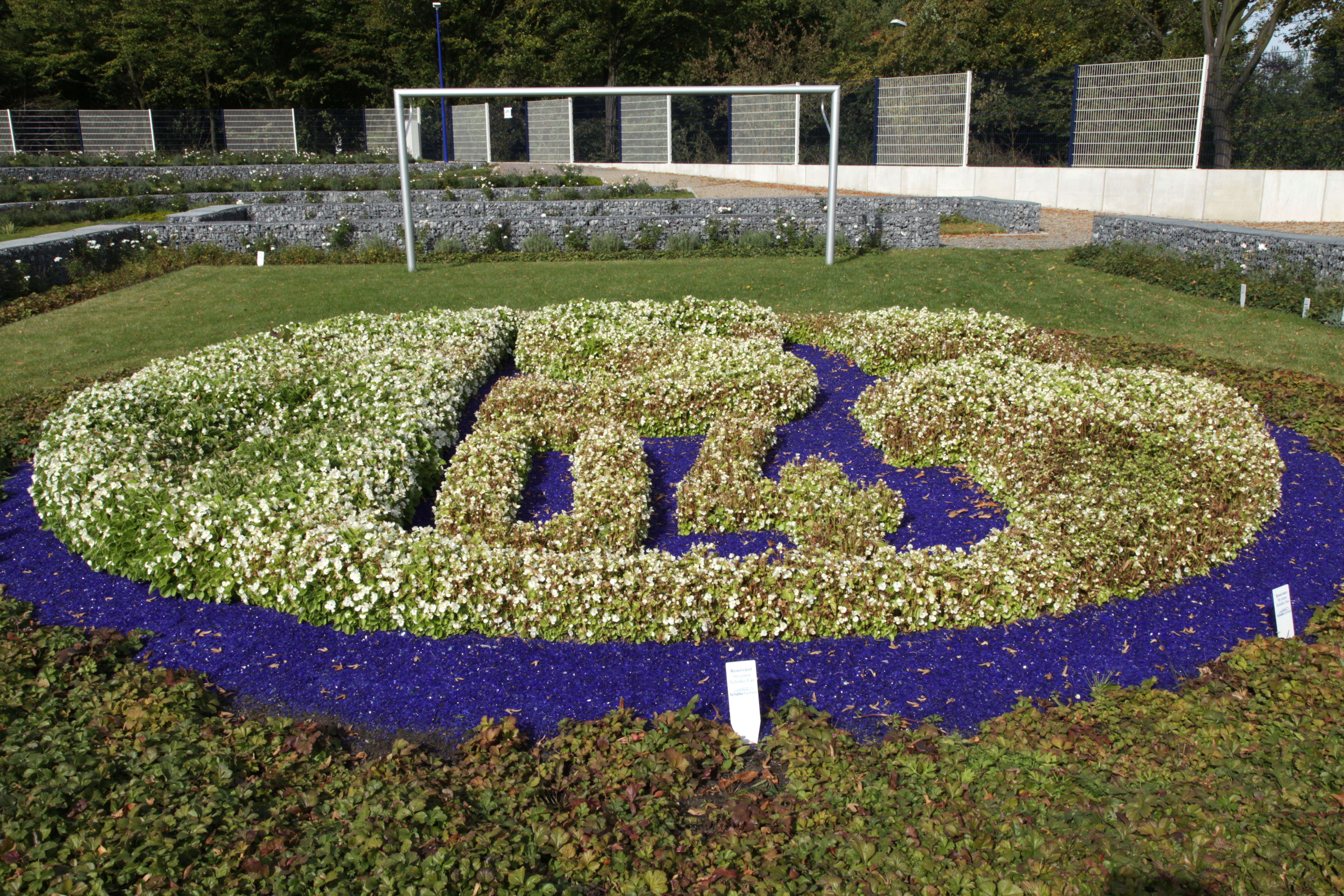
Mittelkreis des Schalker Fan-Felds, dahinter eines der Tore

Mit Zustimmung des FC Schalke 04 wurde 2012 ein Gemeinschaftsgrabfeld für Fans errichtet, das „Schalke Fan-Feld“. Es befindet sich auf dem Friedhof im Gelsenkirchener Stadtteil Beckhausen-Sutum in Sichtweite der Veltins-Arena (Lage) und enthält 1904 Grabstellen für Verstorbene aller Konfessionen. Die Anlage ist einem Stadion nachempfunden, mit Blumen in den Vereinsfarben geschmückt und mit Fahnen, Mittelkreis, Toren und Flutlichtern versehen. Nach dem Hamburger SV ist Schalke der zweite Bundesligist, für dessen Fans ein eigenes Begräbnisfeld existiert. Zum Zeitpunkt der Eröffnung waren bereits 60 Plätze fest gebucht. Der Verein selbst verdient mit dem Begräbnisfeld kein Geld.
Neben Fans des FC Schalke 04 hat der langjährige Spieler Adolf Urban (1914–1943) seine letzte Ruhestätte im Mittelkreis des Feldes erhalten, nachdem er bis 2013 auf einem russischen Soldatenfriedhof gelegen hatte. Des Weiteren wurde im Jahr 2015 auf dem Feld eine Erinnerungsstätte zu Ehren der als Vereinsgründer des S04 geltenden zehn Männer rund um Willy Gies geschaffen. Diese Tafel befindet sich ebenfalls im Mittelkreis des Feldes.

## Sponsoren und Ausrüster
| Zeitraum  | Ausrüster                                                                         | Sponsor               | Branche                                                            |
| --------- | --------------------------------------------------------------------------------- | --------------------- | ------------------------------------------------------------------ |
| 1963–1978 | überwiegend Adidas, kurzzeitig auch Trigema und Erima (damals Tochter von Adidas) | kein Sponsor          | –                                                                  |
| 1978–1979 | überwiegend Adidas, kurzzeitig auch Trigema und Erima (damals Tochter von Adidas) | Deutsche Krebshilfe 1 | Gemeinnütziger Verein                                              |
| 1979–1983 | überwiegend Adidas, kurzzeitig auch Trigema und Erima (damals Tochter von Adidas) | Trigema               | Bekleidungshersteller                                              |
| 1983–1986 | überwiegend Adidas, kurzzeitig auch Trigema und Erima (damals Tochter von Adidas) | Paddock’s             | Bekleidungshersteller                                              |
| 1986–1987 | überwiegend Adidas, kurzzeitig auch Trigema und Erima (damals Tochter von Adidas) | Trigema               | Bekleidungshersteller                                              |
| 1987–1988 | Adidas                                                                            | Dual                  | Elektronikhersteller                                               |
| 1988–1991 | Adidas                                                                            | RH Alurad             | Aluminiumfelgenhersteller                                          |
| 1991–1993 | Adidas                                                                            | R’activ               | Milchproduktehersteller (R'activ war eine Produktmarke von Müller) |
| 1993–1994 | Adidas                                                                            | Müller                | Milchproduktehersteller (R'activ war eine Produktmarke von Müller) |
| 1994–1997 | Adidas                                                                            | Kärcher               | Reinigungsgerätehersteller                                         |
| 1997–2001 | Adidas                                                                            | Veltins               | Bierbrauerei                                                       |
| 2001–2006 | Adidas                                                                            | Victoria              | Versicherungsunternehmen                                           |
| 2007–2018 | Adidas                                                                            | Gazprom               | Erdgasförderungsunternehmen                                        |
| 2018–2022 | Umbro                                                                             | Gazprom               | Erdgasförderungsunternehmen                                        |
| 2022      | Umbro                                                                             | Vivawest              | Wohnungsanbieter                                                   |
| 2022–2023 | Adidas                                                                            | MeinAuto              | Online-Neufahrzeugbörse                                            |
| 2023–2024 | Adidas                                                                            | Veltins               | Bierbrauerei                                                       |
| 2024–     | Adidas                                                                            | SUN AG                | Lebensmittelhersteller                                             |

## Trivia
- Am 21. Juli 1973 bezeichnete Carmen Thomas, damals Moderatorin des Aktuellen Sportstudios, den Verein irrtümlich als „Schalke 05“. In einer massiven Kampagne insbesondere der Bild-Zeitung wurde ihre Entlassung gefordert, aber das ZDF ließ sie weitere zwei Jahre das Sportstudio moderieren. Über dreißig Jahre später, beim Heimspiel am 28. August 2004 gegen Hansa Rostock, entschuldigte sie sich in der Arena für ihren Lapsus bei allen anwesenden Schalker Fans.[191]
- Papst Johannes Paul II. wurde zum Ehrenmitglied der Knappen ernannt, nachdem er im Jahr 1987 eine Messe im Parkstadion gehalten hatte.[192][193] Ob der Papst darüber hinaus auch Fan des Vereins war, ist nicht bekannt.
- Der Film Fußball ist unser Leben aus dem Jahr 2000 dreht sich um den FC Schalke 04, speziell um einen Fanclub des (fiktiven) Spielers Pablo Di Ospeo. Viele damalige Spieler und Funktionäre hatten im Film Gastauftritte, so z. B. Yves Eigenrauch, Huub Stevens und Rudi Assauer.
- Eine weitere filmische „Erwähnung“ findet sich im Film Das Boot. Dort überbringt einer der Matrosen des U-Bootes die Nachricht, dass Schalke mit 5:0 verloren hat.[194]
- Im Jahr 2004 wurde anlässlich des hundertsten Vereinsjubiläum im Musiktheater im Revier das Musical Nullvier – Keiner kommt an Gott vorbei aufgeführt.[195]
- Zum einhundertelften Geburtstag im Jahr 2015 wurde in der Veltins-Arena und im Musiktheater im Revier ein weiteres Musical mit dem Titel Kennst du den Mythos…? aufgeführt.[196]
- Im Jahr 2008 gründete der Verein eine Stiftung mit dem Namen Schalke hilft!. Das Ziel der Stiftung ist die Unterstützung sozialer Projekte im Ruhrgebiet.[197]
- Seit 2015 gibt es die S04 Sportakademie in Kooperation mit der Universität St. Gallen. Diese ermöglicht eine Ausbildung zum zertifizierten Sportmanager. Dieses Projekt wird gemeinsam mit der Universität St. Gallen betrieben.[198]
- Am 18. Dezember 2015 schloss die Zeche Auguste Victoria in Marl, die vorletzte Zeche im Ruhrgebiet. Um die Verbundenheit des Vereins mit den Kumpeln zu zeigen, lud der Verein die Bergleute der Zeche zum Bundesliga-Heimspiel gegen die TSG 1899 Hoffenheim ein. Bei dieser Gelegenheit wurde das Grubenlicht der letzten Schicht an den S04-Aufsichtsratsvorsitzenden Clemens Tönnies überreicht. Das Steigerlied wurde bei dieser Gelegenheit live von einem Bergmannschor gesungen, anstatt wie üblich vom Band gespielt zu werden.[199]
- Im Jahr 2016 entstand die Stiftung Schalker Markt, die besondere Stätten der Vereinsgeschichte in Gelsenkirchen erhalten sowie Veranstaltungen zur Erinnerungswahrung durchführen soll.[200]
- Im Jahr 2017 rief der Verein die Ernst-Alexander-Auszeichnung ins Leben. Diese Auszeichnung ist mit 1904 Euro dotiert und wird an Gruppen, Einzelpersonen, Schulen und Projekte verliehen, die sich gegen Rassismus, Extremismus, Antisemitismus, Diskriminierung und Gewalt einsetzen. Benannt ist die Auszeichnung nach Ernst Alexander, einem jüdischen Spieler des FC Schalke 04, der im Holocaust von den Nationalsozialisten in Auschwitz ermordet wurde. Die Auszeichnung wird jährlich am 5. Februar, Alexanders Geburtstag, verliehen.[201]
- Wegen der Schließung der letzten deutschen Zeche Prosper-Haniel (Bottrop) am 21. Dezember 2018 bestritt der FC Schalke sein Heimspiel gegen Bayer 04 Leverkusen am 19. Dezember mit besonderen Trikots. So trug jeder aufgebotene Spieler den Namen einer anderen ehemaligen Zeche aus dem Gelsenkirchener Raum auf der Brust.[202][203] Eines von ihnen hängt seit Frühjahr 2019 im Gelsenkirchener Hauptbahnhof.

## Andere Abteilungen im Verein

### Basketball
Die Basketballabteilung entstand im Jahr 1974. Die erste Mannschaft des Vereins spielte in der Saison 1982/83 in der Basketball-Bundesliga und von 2007 bis 2009 in der ProA. 2018 stieg sie erneut in die ProA auf.

### Blindenfußball
Die Blindenfußballabteilung entstand im Jahr 2015, als der FC Schalke 04 die Abteilung vom VfB Gelsenkirchen übernahm. Bereits seit 2012 unterstützte die vereinseigene Stiftung Schalke hilft! mit finanziellen Mitteln den Blindenfußball des VfB. Die Mannschaft spielt derzeit in der Blindenfußball-Bundesliga.

### E-Sport
Die E-Sportabteilung entstand im Mai 2016 durch die Übernahme des League-of-Legends-Teams Elements. Dieses Team trat bis 2022 in der League of Legends European Championship (bis 2019 League of Legends Championship Series genannt) an. Die Abteilung wurde im Juni 2016 um ein FIFA-Team und im Juli 2018 um ein Pro-Evolution-Soccer-Team erweitert.

### Frauenfußball
Im Frauenfußball konnte der FC Schalke 04 in den späten Siebzigern und frühen Achtzigern des 20. Jahrhunderts einige nennenswerte Erfolge erzielen. Die Mannschaft wurde fünfmal Westfalenmeister und zweimal Westfalenpokalsieger. Sowohl bei der deutschen Meisterschaft als auch im DFB-Pokal war dann aber jeweils in der ersten Runde Endstation. Mitte der achtziger Jahre wurde die Abteilung aufgelöst. Zwischen 2007 und 2010 kooperierte der Verein mit dem 1. FFC Recklinghausen.
Zur Saison 2020/21 wird die Abteilung wieder ins Leben gerufen. Die erste Mannschaft soll in der Kreisliga B starten. Zunächst wird es in der Jugend ein U17-Team geben, weitere Jahrgänge sollen folgen.

### Handball
Die Handballabteilung wurde im Jahr 1926 gegründet. 1929 wurde man Gaumeister und spielte bis Kriegsende in der Gauliga, der damals höchsten Spielklasse. Nach dem Zweiten Weltkrieg konnte man, bis auf ein Jahr in der Oberliga Westfalen, nicht an die Erfolge anknüpfen. Seit 2018 spielt die erste Mannschaft wieder in der Oberliga Westfalen.

### Leichtathletik
Die Leichtathletikabteilung des FC Schalke 04 wurde im Jahr 1922 gegründet. Berühmte Mitglieder waren die mehrfache deutsche Meisterin im Sprint Erika Rost, die deutsche Meisterin im Kugelstoßen Gertrud Schäfer, der Gewinner der Silbermedaille im Zehnkampf bei den Olympischen Spielen 1996 Frank Busemann und der Junioreneuropameister über 200 Meter 2003 Sebastian Ernst.

### Schiedsrichter
Die Schiedsrichterabteilung wurde im August 2015 gegründet. Bereits zuvor verfügte der Verein über aktive Schiedsrichter. Die Schiedsrichter des FC Schalke 04 leiten in erster Linie Spiele in Gelsenkirchen und Umgebung. Abteilungsleiter ist Marcel Neuer, der ältere Bruder des Nationalspielers Manuel Neuer.

### Skisport
Die Skisportabteilung wurde im Jahr 2002 gegründet. Die Abteilung entstand aufgrund von Planungen des damaligen Managers Rudi Assauer und des Skisportunternehmers Herbert Fritzenwenger in der Veltins-Arena die Biathlon World Team Challenge auszutragen. Da dies nur lokalen Skiclubs, die im austragenden Verband Mitglied sind, erlaubt ist, erforderte dies die Gründung der Abteilung.

### Tischtennis
Die Tischtennisabteilung wurde 1947 gegründet. 1952/53 spielte der FC Schalke 04 für ein Jahr in der Oberliga, bis zur Gründung der Tischtennis-Bundesliga 1966 die höchste Spielklasse in Deutschland. Derzeit spielt die erste Mannschaft in der Landesliga.

## Filme
- Dominik Abel: 30 Jahre SFCV – Der Film zum Jubiläum. Dicksen TV, Düsseldorf 2009.
- Frank Bürgin: 100 Schalker Jahre. Studiocanal, Leipzig 2004, OCLC 315748474.
- Judith Voelker: 4 Minuten Deutscher Meister. Klartext, Essen 2013, ISBN 978-3-8375-0818-5.